# 競輪
- 競技 > 競走 > 競輪
- 賭博（ギャンブル） > スポーツ賭博 / 公営競技 > 競輪

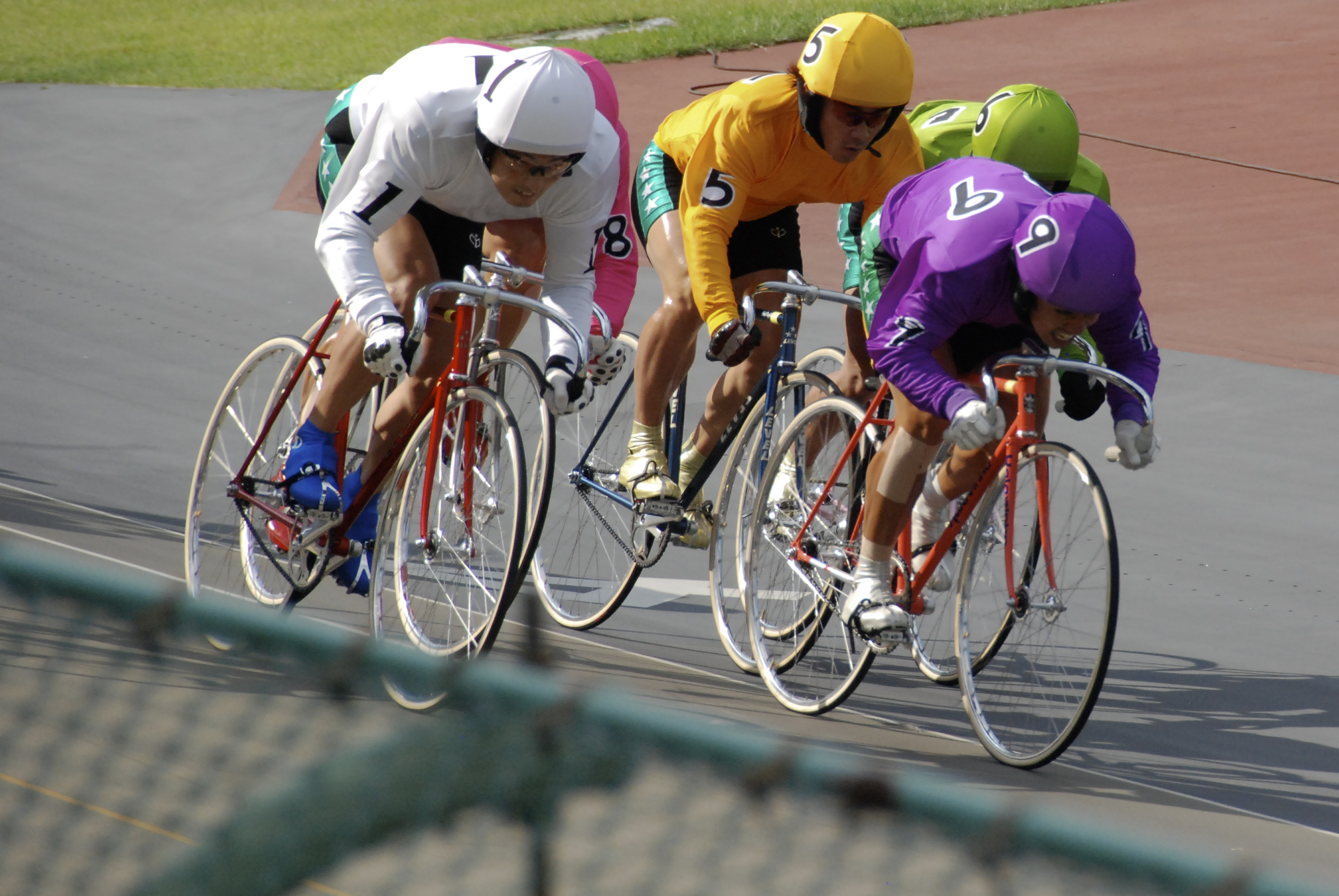
ラスト1周の攻防。9番（右の紫）が懸命にもがき、外側から1番（左の白）が捲る（大宮競輪場・2008年）

競輪（けいりん、英字表記：KEIRIN）は、競艇・競馬・オートレースと並ぶ公営競技の1つで、北九州市を発祥の地とする自転車競技。及びその自転車競技の着順を予想するギャンブルである。

## 開催・運営

「KEIRIN」のロゴ

競輪は自転車競技法に基づいて運営されており、主催者は地方自治体である。監督官庁は経済産業省（製造産業局車両室） で、運営統括は公益財団法人JKA。運営を補佐する団体として全国競輪施行者協議会 （全輪協）、日本競輪選手会がある。これらJKA、全国競輪施行者協議会、日本競輪選手会の3団体により『競輪最高会議』が形成され、各年度末（2024年度は2025年2月末）の最高会議において翌々年度の特別競輪開催地が決定されるなどしている。
地方自治体は所管省庁の経済産業省へ競走の開催を届け出、競輪選手と呼ばれるプロの選手達と「競輪場」と呼ばれる自転車競技場における競走出場に関する契約を交わす。番組編成、選手管理、審判など、実際の自転車競走の運営については競輪場の存在する各地域のJKA競輪競技実施事業本部（旧・日本自転車競技会）の支部へ委託している。審判の方法など、受け持つ支部によって運営手法に違いがある。
競輪選手の登録・あっせん、育成については中央団体である公益財団法人JKAが行ない、2014年4月からは審判および番組編成・選手管理・検車の4つの業務もJKAが管掌している（経済産業省はJKAを通して競輪選手、競技会、施行者などの監督指導を行う） 。
勝者投票券（車券）の売り上げ金のうち75%は払戻金に充て、残り25%から一定額を選手賞金などの経費やJKAへの交付金（約3.3%）、公営企業金融公庫への納付金（約0.2%）を差し引いた額が純益として地方自治体の歳費となる。
競輪の収益金は、監督するJKAに納付される売上を元に各種の補助事業が行われ社会に還元されただけでなく、主催者として運営する自治体に多額の収入をもたらしたことで自治体財政を健全化し、戦災復興や公共施設の建設などに貢献することになった。収益金の使途として最も多かったのは主として土木事業費であるが、競輪のイメージ向上への期待も込めて、教育、福祉関連事業にも多くの費用が投入された。通産官僚の佐橋滋らによる発案で、当時資金調達が困難だった国産トランジスタ計算機の研究開発に競輪収益をあてたエピソード もある。
2025年時点では降雪の関係で、函館・青森・弥彦・富山・福井の5場は冬季は開催していない。
日本のプロスポーツでは選手数が最も多い競技とされ、2,400人程度で構成されている（2023年12月1日時点、2,385人）。また初期には女性選手による「女子競輪」が1964年（昭和39年）まで開催されたほか、2012年（平成24年）7月1日から女子選手による「ガールズケイリン」が開催されており、2024年9月8日時点で203人の女子選手が登録されている。
創設以来、日本独自のものであったが、現在は日本側による技術指導の下、韓国で国民体育振興公団（および地方自治体）が主催者となり、国内3つの競輪場で開催している。過去には、1949年5月にタイとの間で競輪輸出契約がまとまり日本以外で初の競輪が開催される予定であったが、直後の政変によりご破算となった（競輪二十年史では「ピブン政権の失脚により」との記述があるが、史実ではピブン政権の失脚は1957年）。このほか、アメリカ占領下にあった沖縄でも競輪開催の動きがあったが結局立ち消えになっている。

## 種目
日本国内で、自転車競技法の下で2025年現在実施されている種目は4種類であり、それぞれ使用する自転車の種類・ギア倍数・許容される走法などに違いがある。またいずれも、競技としてのトラックレースの「ケイリン」とも異なっている。参考までにトラックレースとしてのケイリンも合わせた表を記載する。
| 愛称       | 競輪（通常）                           | KEIRIN ADVANCE                         | ガールズケイリン                   | PIST6                                   | ケイリン（トラックレース）              |
| ---------- | -------------------------------------- | -------------------------------------- | ---------------------------------- | --------------------------------------- | --------------------------------------- |
| 出場性別   | 男子                                   | 男子                                   | 女子                               | 男子                                    | 男女                                    |
| 種目名     | 先頭固定競走（オリジナル）             | 先頭固定競走（インターナショナル）     | 先頭固定競走（インターナショナル） | 250競走                                 | UCIルール                               |
| フレーム   | クロムモリブデン鋼フレーム（クロモリ） | クロムモリブデン鋼フレーム（クロモリ） | カーボンフレーム                   | カーボンフレーム                        | カーボンフレーム                        |
| ホイール   | 前後ともスポークホイール               | 前後ともスポークホイール               | 前後ともスポークホイール           | 前輪バトンホイール/後輪ディスクホイール | 前輪バトンホイール/後輪ディスクホイール |
| ギア倍数   | 4.00倍未満                             | 4.00倍未満                             | 3.80倍未満                         | 5.67倍以下                              | 無制限                                  |
| ライン形成 | 可                                     | 不可                                   | 不可                               | 不可                                    | 不可                                    |
| 先頭誘導員 | 規定位置以降、展開により退避位置変動   | 退避位置は固定                         | 退避位置は固定                     | 退避位置は固定                          | 退避位置は固定                          |
| 横への動き | ある程度許容                           | 厳しい                                 | 厳しい                             | 左記よりさらに厳しい                    | 競輪とガールズケイリンの中間程度        |

## 選手

### 概要

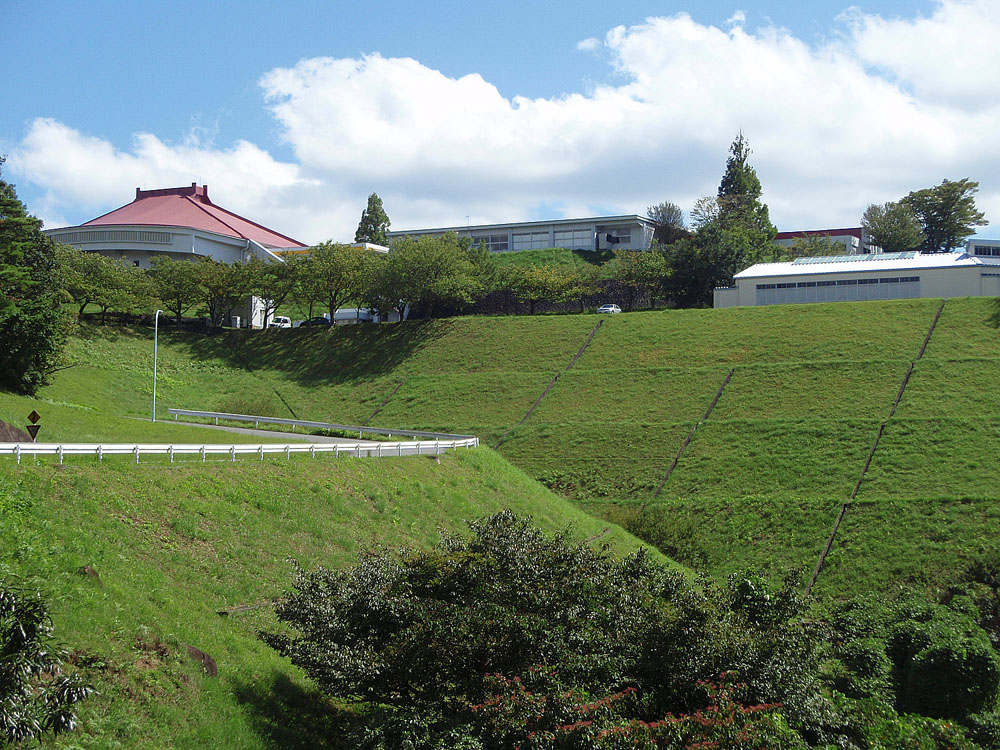
日本競輪選手養成所

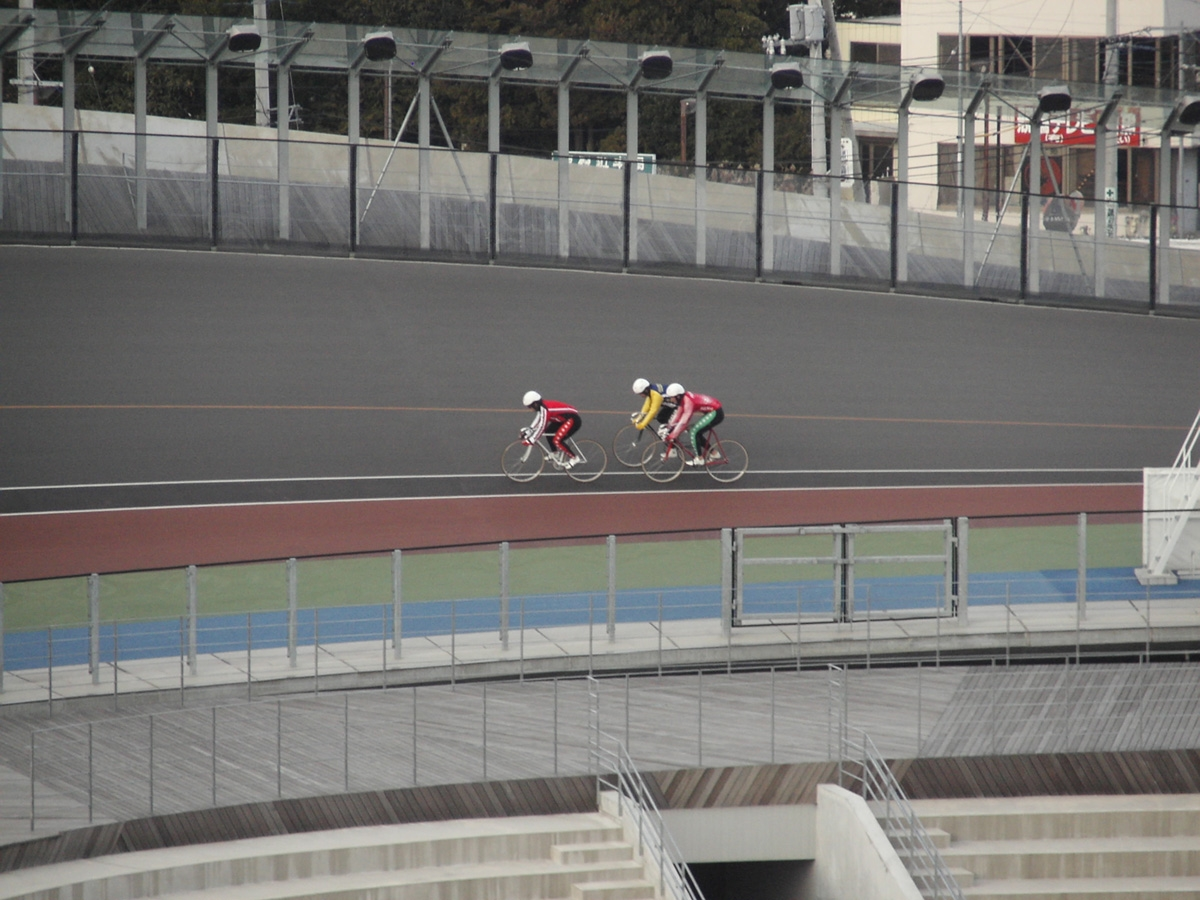
いわき平競輪場で練習中の競輪選手

競輪選手は、日本競輪選手養成所において約1年間研修を受けて競輪に関する知識と技能を習得し、競輪選手資格検定に合格して同所を卒業し、選手登録された者である。選手の権利を守る団体として日本競輪選手会があり、各選手は36の都道府県にある日本競輪選手会のいずれかの支部に所属している。
日本競輪選手養成所の入所試験には一般試験と特別選抜試験があり、後者は各種スポーツ競技において特に優秀な成績を残した者を対象としている（特待生制度）。特別選抜試験の受験資格はオリンピックメダリストなどに限られるため滅多におらず（逆に言えば、受験すれば余程でない限り不合格となることはない）、ほとんどの受験生は一般試験を受験する。一般試験には「自転車の競技経験者が対象で自転車の走力を測る」技能試験と「自転車の競技経験がない者が対象で運動能力を測る」適性試験があり、いずれについても一次試験と二次試験が課される（ただし適性試験に限り、他のプロスポーツ経験者を対象とした一次試験を免除する制度がある）。合格率は、109期以降では、男子は概ね5倍程度、女子は2〜3倍程度 である。男子は受験1回目での合格率は約3割で、合格者の多くは複数回の受験を経験している。入学希望者は自転車競技愛好会や高校・大学の自転車部に所属して練習を積むケースが多い。
選手名表記では、眞や澤などといった旧字体は用いられる（眞杉匠、守澤太志、仲澤春香、當銘直美など）が、髙（はしごだか）や﨑（たつさき）など異体字は用いられない（高木萌那や寺崎浩平、山崎賢人など）。なお、スポーツ紙などマスコミではこれらは全て新字体で表記することが原則のため、真杉匠、守沢太志、仲沢春香、当銘直美、高木萌那、寺崎浩平、山崎賢人などと表記されている。
デビュー時点では、男子は全員A級3班に所属し、その後はS級戦（S級S・1・ 2班戦）、A級1・2班戦、A級チャレンジ戦（A級3班戦）に分けられた3クラス戦制の中で、2級6班制による半年毎の格付け入れ替えを経て、最上位のS級S班（9名）を目指す体系となっている。南関東公営競馬の予想屋で競輪ファンでもある佐々木洋祐は、最上位クラスの選手と最下級クラスの選手との実力差は、一緒に走ればほぼ100%最上位クラスの選手が勝つといえるほど絶対的なものであると述べている。
- 男子選手の所属する級および班は、競走得点および評価点に基づいて決められる。まず競走成績に応じて競走得点が算出される[20]。競走得点は着順が良いほど、また格の高いレースほど高く設定されている[22]。現在はS級S班ないし1班の上位クラスでも平均では120点程度が上限となっている。さらに競走得点をもとに評価点[† 5]が計算され[23]、それをもとに選手の所属する級および班が決められる[23]。ちなみに、男子選手のランクはレーサーパンツの下地とラインの色から判断することができ、A級は黒地に緑のライン[19][24]、S級は黒地に赤のライン[19][24]、S級S班は赤地に黒のラインとなっている[24]。
- 男子の各級班の定員は、S級は1班220名（S班9名を含む）・2班450名、A級は1班・2班とも520名（3班は2019年10月時点で443名）となっている[25]。

一方、女子には現状は昇降級の制度はないため、全員がL級1班の所属である。そのため、選手間の実力差は大きく、実力のある選手はヒラ開催では殆どのレースで連に絡んでいる（低配当で決まることが多い）。ただ、女子でもレース毎に競走得点が定められており、得点上位となるとGIレースにおいては初日予選では特別選抜（シードレース）に出走できる可能性があるなど優遇される。
選手は月に2つないし3つの開催に出場する。出場レース数に換算すると、概ね月に6〜9レースである。出場は、JKAのあっせんに対し選手が意思表示を行うことによって決められる。出場が決まった選手は開催前日の指定時間までに競輪場へ入らなければならない。競輪場に到着した選手は参加登録および健康診断を受け、さらに分解してバッグに入れて持ち込んだ自転車を組み立てて検査を受ける。健康診断と自転車の検査に合格した選手は基本的に4日ないし5日間宿舎（主に4人部屋）に滞在し、外部との連絡を絶つ。開催当日は午前中に再度自転車の検査を受けた後で練習を行い、レースに備える。
レースへの出場がないとき、多くの競輪選手は練習漬けの日々を過ごすといわれている。競輪選手にはシーズンオフがない。そのためレースへの出場が続き、したがって練習のできない期間が長くなった選手は脚力に衰えが出る（「貯金がなくなる」と表現する）ようになる。各選手の過去の出場履歴は車券予想におけるファクターの一つである。
選手の収入源は賞金や出走手当で、実力下位であっても一般的なサラリーマンよりも高額の収入を得ているといわれている。JKAが公表した、2019年の全選手の賞金総額及び平均取得額によると、2019年12月31日時点での全登録選手2325名の平均取得額は1040万2280円で、うちS級688名では1659万7852円、A級1502名では796万2748円、L級（女子）135名では646万8313円であった。その後は賞金額の増額もあり、2023年では12月31日時点での全登録選手2380名の平均取得額は1407万9345円（女子選手191名のみでは916万9054円）となり、それまで過去最高だった1998年の1315万4744円を上回り25年ぶりに過去最高額を更新した。
このように、活躍次第で多くの収入を得られる一方で、「競輪に係る業務の方法に関する規程」第83条第1項第3号には競走成績不良による登録消除の基準が定められており、一定期間連続して成績の振るわない選手はあっせんを保留され、一定期間審査されたのち選手登録を消除される（強制的に引退させられる）。一度登録を消除されると再登録することはできない（現役復帰は不可能）ため、俗に『代謝』と呼ばれるこの制度を適用することで競走レベルの維持を図っている。毎年期初（1月と7月）にこの代謝制度により多くの選手が引退を余儀なくされる。
- 男子は、通算3期（1年半）の平均競走得点が70点未満かつ最下位から30番目相当までに該当すれば、その次の期初（1月ないし7月）にあっせんが保留され、審査のち選手登録を消除される[† 7]。ただしその3期のうち1期でも70点以上であった場合は対象外。
- 女子は、通算3期（1年半）の平均競走得点が47点未満かつ最下位から3番目相当までに該当すれば、その次の期初（1月ないし7月）にあっせんが保留され、審査のち選手登録を消除される[† 7]。ただしその3期のうち1期でも47点以上であった場合は対象外。

### 歴代賞金王
※は当年のKEIRINグランプリ優勝者とは異なるケース（第1回が開催された1985年以降。但し1989年は開催中止）。
1949年 小林源吉（埼玉） 1,921,000円
1950年 高橋澄（兵庫） 2,425,250円
1951年 （資料毀損のため集計せず）
1952年 高倉登（埼玉）  3,743,000円
1953年 山本清治（大阪）  3,532,100円
1954年 中井光雄（滋賀）  3,795,530円
1955年 松本勝明（京都）  3,793,780円
1956年 松本勝明（京都）  4,118,150円
1957年 西村公佑（大阪）  4,338,200円
1958年 石田雄彦（和歌山）  4,592,500円
1959年 山本清治（大阪）  5,010,370円
1960年 石田雄彦（和歌山）  5,796,080円＜参加賞を含む＞
1961年 吉田実（香川）  4,876,590円
1962年 吉田実（香川）  6,160,800円
1963年 高原永伍（神奈川） 10,875,660円
1964年 石田雄彦（和歌山） 12,304,940円
1965年 白鳥伸雄（千葉） 12,101,480円
1966年 稲村雅士（群馬） 12,384,020円
1967年 平間誠記（宮城） 19,093,920円
1968年 吉川多喜夫（神奈川） 16,923,220円
1969年 高原永伍（神奈川） 17,899,460円
1970年 福島正幸（群馬） 16,866,540円
1971年 太田義夫（千葉） 17,642,200円
1972年 福島正幸（群馬） 23,799,720円
1973年 阿部道（宮城） 35,937,630円
1974年 阿部道（宮城） 40,595,800円
1975年 福島正幸（群馬） 39,613,900円
1976年 藤巻昇（北海道） 56,742,000円
1977年 中野浩一（福岡） 66,139,600円
1978年 中野浩一（福岡） 82,385,200円
1979年 中野浩一（福岡） 92,186,200円
1980年 中野浩一（福岡） 111,410,600円
1981年 中野浩一（福岡） 107,685,711円
1982年 井上茂徳（佐賀） 108,267,311円
1983年 中野浩一（福岡） 109,093,600円
1984年 井上茂徳（佐賀） 98,545,100円
1985年 滝澤正光（千葉） 96,287,600円※
1986年 滝澤正光（千葉） 100,883,000円※
1987年 滝澤正光（千葉） 131,285,100円
1988年 滝澤正光（千葉） 129,654,000円※
1989年 坂本勉（青森） 99,305,700円
1990年 坂本勉（青森） 121,627,000円
1991年 鈴木誠（千葉） 118,745,700円
1992年 吉岡稔真（福岡） 190,028,133円
1993年 神山雄一郎（栃木） 156,129,100円※
1994年 吉岡稔真（福岡） 158,604,533円※
1995年 神山雄一郎（栃木） 185,597,533円※
1996年 吉岡稔真（福岡） 178,409,511円※
1997年 神山雄一郎（栃木） 228,571,400円※
1998年 神山雄一郎（栃木） 183,822,500円※
1999年 神山雄一郎（栃木） 180,272,200円※
2000年 児玉広志（香川） 170,820,200円
2001年 伏見俊昭（福島） 203,315,600円
2002年 山田裕仁（岐阜） 244,348,500円
2003年 山田裕仁（岐阜） 215,344,600円
2004年 小野俊之（大分） 183,537,300円
2005年 加藤慎平（岐阜） 186,102,000円
2006年 有坂直樹（秋田） 191,489,111円
2007年 伏見俊昭（福島） 185,159,999円
2008年 井上昌己（長崎） 167,933,900円
2009年 海老根恵太（千葉） 224,791,000円
2010年 村上博幸（京都） 237,938,200円
2011年 山口幸二（岐阜） 197,653,511円
2012年 村上義弘（京都） 158,590,868円
2013年 金子貴志（愛知） 189,569,722円
2014年 武田豊樹（茨城） 220,921,000円
2015年 浅井康太（三重） 189,633,600円
2016年 村上義弘（京都） 229,204,000円
2017年 浅井康太（三重） 182,787,400円
2018年 三谷竜生（奈良） 255,313,000円
2019年 佐藤慎太郎（福島） 188,733,400円
2020年 和田健太郎（千葉） 163,064,800円
2021年 古性優作（大阪） 210,561,000円
2022年 脇本雄太（福井） 305,842,300円※公営競技初の年間3億円超え
2023年 松浦悠士（広島） 252,707,900円
2024年 古性優作（大阪） 383,115,596円（歴代最高賞金獲得額）
女子（賞金女王）は「ガールズケイリン#歴代賞金女王」（ガールズケイリン）または「ガールズケイリン#昭和期の女子競輪」（女子競輪）を参照。

### グランドスラム

#### 競輪
2025年時点では6つあるGIカテゴリ競走（グレード制が制定される以前は「特別競輪」と呼ばれた競走）を全て制覇すれば、「グランドスラム」と称される。この「グランドスラム」は通称ではなく、JKAも使用している公式の用語であり、表彰対象となっている。
現時点では、全日本選抜、日本選手権、高松宮記念杯、オールスター、寬仁親王牌、競輪祭の6つ全てを優勝することが条件である。
過去に達成したのは5人。井上と滝澤は共に寬仁親王牌が1994年にGI競走となる前の出来事であるが、現在でもそのままグランドスラムとして扱われている。以下、太字はグランプリスラム達成者。
- 井上茂徳（1988年・5冠）
- 滝澤正光（1990年・5冠）
- 神山雄一郎（1999年・6冠）[† 12]
- 新田祐大（2022年・6冠）[† 13]
- 脇本雄太（2025年・6冠）[† 14]

2025年8月時点で、現役選手の中で最もグランドスラムに近いのは山崎芳仁（残すは日本選手権）。次点は武田豊樹と古性優作の2名で、ともに残り2つ（武田は全日本選抜と寬仁親王牌、古性は日本選手権と競輪祭）である。なお、武田・古性は両者ともKEIRINグランプリの優勝経験もあるため、グランプリスラムともなる。
KEIRINグランプリはGPのカテゴリであり、GIではないためグランドスラムには含まれない。ただ、このKEIRINグランプリも含めた全GI・GP制覇を「グランプリスラム」と呼び（2023年に表彰規定に追加） 、上記5人のうち井上茂徳と滝澤正光と脇本雄太が達成しているが、井上と滝澤はグランプリスラム表彰規定制定前であるので、グランプリスラムの表彰を受けるのは脇本が初となる見込み。神山はグランドスラム達成者の中で初めてKEIRINグランプリを優勝できないまま引退した。
過去には、平間誠記（全国都道府県選抜競輪）、高原永伍（日本選手権）、中野浩一（高松宮記念杯）、吉岡稔真（オールスター）、平原康多（オールスター）が、グランドスラムまであと1つという状態のまま引退した。

#### ガールズケイリン
「ガールズケイリン」の名称で行われている平成期以降の女子競輪では、2023年よりグレードレースが創設され、うちGIはオールガールズクラシック、パールカップ、女子オールスター競輪（2025年よりGI格上げ）、競輪祭女子王座戦の4つ。ガールズグランプリはKEIRINグランプリ同様GPのカテゴリであり、GIには含まれない。
ガールズケイリンでもグランドスラム、グランプリスラムは表彰規程の対象となっており、佐藤水菜が2025年8月の第1回女子オールスター競輪を制覇し、女子選手初のグランドスラム、グランプリスラムを両方同時に達成した。以下、太字はグランプリスラム達成者。
- 佐藤水菜（2025年）

2025年8月時点で、現役選手の中でグランドスラム・グランプリスラムともに最も近いのは児玉碧衣で、残すは女子オールスター競輪と競輪祭女子王座戦の2つ。
GI導入前
グレード制が導入される前である2022年まででは、ガールズグランプリ、ガールズケイリンコレクション（終了）、ガールズケイリンフェスティバル（終了）、2018年創設のガールズグランプリトライアル（終了）、さらに2019年創設の新人女王戦であるガールズ フレッシュクイーンを加えた5レースが、ガールズケイリン特別競走とされていた。
新人選手のみを対象としたガールズ フレッシュクイーンを除く4特別競走全てを制覇したのは小林優香（2019年）のみ。更に、小林優香はガールズケイリンコレクションについても3月・5月・8月と3つあるステージ全てを制覇した。ほかに、ガールズグランプリトライアル以外の優勝賞金が200万円以上ある3大特別競走を全て制覇したのは、石井寛子（2018年）と高木真備（2021年）。
女子競輪
昭和期の女子競輪では、田中和子が1955年に全ての特別競輪制覇（全国争覇競輪、高松宮妃賜杯競輪、全国都道府県選抜競輪、競輪祭）を達成しており、また女子では唯一の全冠制覇選手であった。

## 競輪用自転車
競輪で用いられる自転車は「ピスト（レーサー）」と通称される、規格に基づいた専用仕様の一人乗りの競技用自転車である。固定ギアであり、ペダルを逆回転させることによって速度を制御するためブレーキはない。競輪の関係法令においては『競走車』（単式競走車）と呼称されており、この自転車はNJS認定された部品により製作されることが義務づけられており、なおかつ組み立て後の車体検査に合格しなければ選手はレースに出走することができない。また、自転車の種類及び規格や部品の仕様の追加、変更、廃止は定期的に行われているが、それらは全て毎月末に発行される『広報KEIRIN』に記載されており、JKAのホームページで閲覧が可能である。（競輪用自転車に限ったことではないが）公道での走行には制動装置が必要であり、別途ブレーキを付けない限り公道での走行は道路交通法により禁止されている（ノーブレーキピストも参照）。
競輪用の自転車は、ここ十数年ほど、ほとんど規格や素材が変更される事のないまま現在まで用いられている。おおむね半世紀前のピストレーサーも同然といって良く、現在他のトラックレースで用いられるピスト競技用車とは大きな性能差がある。これは公営競技としての公正さが念頭にあることが大きいが、他にも規格緩和による部品代高騰の抑制、横方向への移動における操縦安定性の維持、落車事故時における衝撃吸収性、車両性能の向上に伴う過度の高速化による重大事故発生の防止など様々な要因が絡んでいる。部品によってはタイヤ（SOYO＝ダイワボウプログレス）やリム（新家工業）など製造数や品質などの観点から事実上のワンメイクとなっているものもある。フレームだけで10数万円以上の製作費が必要となるが、その他の部品は規則上の自転車における制限が存在するため、車体総額で50万円を超える事は稀である。タイヤはピストバイクとしては一般的なチューブラー式となっており、一般のママチャリなどで使われているタイヤとは異なりパンクすることは滅多にないものの、レース中に他の選手の自転車と接触（「ハウス」という）した場合はパンク防止のため必ず新品（2025年7月時点で1本12000円）に交換しなければならない。
安全性確保の観点から、2015年12月31日を節の初日とする開催以降、競走用自転車はスチール製フレームのサドルの先端部がハンガ中心を通る垂線より前に出てはならないと規制されているが、身長160cmに満たない男子選手に限り、サドルの先端部の突出しがハンガ中心からハンガラグの外径外端までの範囲内において特例として認められている（但し特例適用には許可を受ける必要がある）。
2012年7月から開催されているガールズケイリン（女子競輪）、および2014年1月から開催されているKEIRIN EVOLUTION、2021年10月から開催されている250競走においてはカーボンフレームにスポーク以外のホイールが使用されており、他のトラック競技で使われている車両の仕様に近いものとなっている。KEIRIN ADVANCEについては、KEIRIN EVOLUTIONとは異なり通常競輪用の競走車（クロモリフレーム）で出走する。
競輪草創期には実用車や軽快車、タンデム式（複式競走車）の自転車でも競走が行われていたことがあり、日本選手権競輪（当時の名称は「全国争覇競輪」）でも初期には実用車や軽快車の部もあった。ただ、いずれも不人気から第10回（1955年）を最後に廃止されている。
部品全般
ハンドル・サドル・クランク・ペダル・ギア・チェーンなどの部品は、規格に基づいて製作されたもの中から選択して使用する。
サドルは、一般の自転車と比べ細くて堅い。サドルを支える芯棒（シートポスト）は、設定する高さが1,2mm違うだけでペダルを踏み込む際のバランスが変わるとされる。サドルを高くすると加速しやすくなる半面、横から力がかかった際にバランスを崩しやすくなり、落車の危険が増す。
ハンドルは、「ピストバー」と呼ばれる、曲線だけで構成された物が使われている。乗る選手の体型や脚質によって幅や湾曲、材質が異なる。フレームとハンドルの固定部分（ハンドルステム）は、身長や腕が長い選手ほど長く（前へ突き出す方向に）設定する傾向にある。
ペダルはクリップ・アンド・ストラップモデル。選手が履く専用シューズの底には「サン」（桟）と呼ばれる溝の入った金属プレートが釘で打ちつけられており、このサンにペダルプレートを噛み合わせ、さらに靴の爪先をトウクリップで固定、足（土踏まずから前の部分。脚ではない）を革やウェブベルト製のストラップベルトでペダルに縛り付ける。これにより、ペダルを踏み込む力だけでなく引き上げる力も加速に利用することができる。1980年代に登場しロードレースやトラックレースでお馴染みのビンディングペダルにNJS基準適合品はない。“位置につく”と足を着くことは出来なくなるので、スタートラインには号砲で飛び出すとロックが外れそのまま走り出せる専用のスタンドがあり、これに自転車をセットしてから乗る。
車輪は直径が27インチ と決められており、金属スポークおよびリムにより構成され、タイヤは外径675mm のチューブラー（チューブ一体型）タイヤを使用するが、コースコンディションや脚質による選択は出来ない。
フレーム
車体となるフレームはクロムモリブデン鋼のパイプ（鋼管）を素材とした「クロモリフレーム」と呼ばれるもので、使用者の体格に合わせて完全オーダーメイドで製作されたものである。フレームはJKAが認定したメーカーのものでなければならず、2024年5月時点でスチール製では24社が、カーボン製では5社が、それぞれ登録されている。価格はおおよそ15～80万円で、製造年月が必ず刻印されている。フレームのうち、サドルを支える縦パイプ（ロードレーサーでいう「シートチューブ」）の角度（シートアングル）は乗る選手の脚質によって異なり、具体的には先行選手は後ろに重心をかけて乗る傾向にあるため縦パイプの角度も後ろに寝ている。捲りの選手はチェーンの長さを短くし、踏み込む力が伝わりやすいよう縦パイプの角度を立たせている。競輪選手は、前輪軸と後輪軸を結んだ線よりもクランク軸がどの程度下げるか（ハンガー下がり）に気を神経をとがらせる。ハンガー下がりが大きいと安定感が増す反面、力の伝わりが悪くなるためペダルの踏み込みが重く感じられるようになり、小さいと踏み込みを軽く感じるようになる。
ギア（ギヤ）
ギアは空回りのない固定ギアで、クランク側と後輪ハブ側のスプロケットの歯数を選手が自分で判断し交換する（下記に詳細）。ブレーキは装着しておらず、減速したい時にはギアが空回りしないことを利用して後ろへペダルを踏む（「バックを踏む」という）。ファンの車券作戦においてポイントとして結びつく重要なルールの一つに「ギヤ 倍数」がある。ギヤ倍数とは、自転車についている前後2枚のギア（スプロケット）のうち、クランク側ギヤ（大ギヤ。チェーンリング）の歯車の数と後輪のギヤ（小ギヤ）の比率をいい、「大ギヤの歯車の数を小ギヤの歯車の数で割ること」で求めることができる。各選手はレース前にギヤ倍数を申告し、数値は出走表に記載される。出走表掲載後に急遽変更する場合もあり、その際は場内で告知される。
大ギヤの歯車の数は44から55、小ギヤの歯車の数は12から16と決められており、かつては最大倍数の4.58まで使用できていたが、2014年12月31日を初日とする開催（2015年上期）からは男子は4.00未満（実質最大3.93）、女子は3.80未満（実質最大3.79）という規制が加えられ、その制限のもとでギヤ倍数が決められる。ただし、250競走においてはトラックレースのケイリンに準じたルールを採用しているためギア倍数に対する規制上限はかなり大きく、最大5.67倍まで認められている（つまり大ギヤ1回転で後輪は5.67回転する）。
- 2015年の開催より使用できるギヤ比の最大比率が制限された理由は、従前から重いギヤ比では前方の選手の急減速に対応・反応しづらく、バランスを崩して落車に至ることが起きやすいという指摘[76]があり、実際の事故件数そのものは増加していなかったが[77]、「速度の増加による事故の重大化」と「レースの単調化」を理由として実施されている[78]。

従来の競輪における一般的なギヤ倍数は3.5ないし3.6で。ギヤ倍数が低いほど漕ぐ力が軽くなりダッシュ力に優れる。その逆では当然重くなることからダッシュ力は弱いがスピードに乗れば速くなり、高速を維持しやすくもなる。一般の自転車のギヤ倍数は2倍強であるが、競輪で使用する自転車の場合は3倍強から4倍弱である。ギヤ倍数が大きいとペダル1回転で進む距離が長い反面加速にしにくく、小さいと加速はしやすいがペダル1回転で進む距離が短い。
かつては「先行選手がギヤ倍数を普段より落とせば先行・逃げ切り狙い」「先行選手がギヤ倍数を上げれば捲り狙い」などという推理のファクターになっていたが、近年は周回中における先頭誘導員（後述）の誘導スピードが速くなったことによる体力の消耗防止や、勝負どころにおいてトップスピードで走れる距離を伸ばすためかつて「大ギヤ」と呼ばれていた倍数を選択する選手がほとんどで、男女それぞれ上限近くのギア倍数で横並びとなることが大半である。
2020年と2023年には脇本雄太が先行して21秒5の上がりタイム(400m)を出しているが、これは従来の3.54のギヤではほぼ考えられないタイムである。3.54のギヤと3.92のギヤではそれほどの差がある。

## 競輪用ヘルメット
競輪用ヘルメットは、オートバイ用ヘルメット規格を元に競輪自転車用に特別設計されたポリスチレン充填の硬質外殻構造で小さな通気口が設けられている（発泡スチロールにプラスチックのシェルがかぶせられ多数の通気孔が開けられているロードレース用とは全くデザインが異なる）。ヘルメットの衝撃エネルギー吸収能力は、発泡ポリスチレンの厚みを増すことで高めることができるが、これにより厚くて重くなり、装着するには暑くなる。NJS規格適合品はアライヘルメットとDICで製造している。商品名は「競輪ヘルメット」。選手によっては、特別競輪などで優勝した際にその場でヘルメットを脱いでスタンドに投げ込むというファンサービスをすることもある。余談だが、1990年代までは、専門紙プロスポーツなどでのプロフィール用に掲載された顔写真や、当時の選手手帳に貼付するための顔写真は、選手全員がヘルメットを被った状態で写っていた。
車番のユニフォームに合わせた色の、ヘルメットカバーを着用して使用する。

## 競輪場

### 競走路（バンク）
競輪が行われる競走路（バンク）は、木製板張りであるTIPSTAR DOME CHIBAを除き、コンクリートまたはアスファルトで舗装され、形状はすり鉢状である。コーナー部分はおよそ30度、直線が2ないし4度内側に傾斜している。この傾斜をカントといい、カントの傾斜はコーナー部分をバンクに対し垂直に立った状態で左右にヨレる（遠心力の影響を受ける）ことなく走るには、時速60キロで走らなければならないように設定されている（時速60キロよりも速いと外側に、遅いと内側にヨレてしまう）。コーナーだけでなく直線部分も数度内側に傾斜している。直線部分のうち、ゴール側をホームストレッチ（さらに略してホーム・H）、ゴールと反対側をバックストレッチ（さらに略してバック・B）という。残り半周となった時のバックストレッチを最終バックという。この「カント」という語は、鉄道用語からきている。
日本国内で現存する競輪場においては、1周の長さは以下通り4種類（厳密には5種類）あるが、多くの競輪場が400mを採用している。現存しない競輪場も含めると、300m（西宮競輪場。開設時から1978年まで）も存在した。
- 250m - TIPSTAR DOME CHIBAの1場。屋内木製バンク。自転車競技としてのケイリンに準じた機材とルールで実施する250競走「PIST6」でのみ使用するため、通常の競輪開催は行わない[85]。
- 333m （333バンク[86]、33バンク[86]、小回りバンク[86]）または335m - 松戸、小田原、伊東温泉、前橋（335m）、富山、奈良、防府の7場。直線が短く、捲りにくいことから先行有利といわれる[86]。各選手のスパートのタイミングが早く、ルーレットの回転盤にたとえられるスピード感がある[86]。
- 400m（400バンク[84]） - 日本競輪選手養成所にある競走路に近い形状[87]。円形のものと楕円形のものがあり、前者は直線が短く333バンクと同様先行有利とされる[87]。現在は殆どの競輪場がこの400mを採用している。
- 500m（500バンク[86]） - 宇都宮・大宮・高知の3場。「実力がなければ勝てない」といわれ[86]、スタミナや後半の粘りが要求される[88]。初期では500mで開設した競輪場が多かったがのちの改修工事の際に400m[† 26]に縮小した競輪場も多く、近年では熊本でも改修工事に併せて400mに変更のうえ再開した。

競走距離は、級別により基本的に統一されている。S級は2,000mを基本距離とするので、333m・335mバンクの場合は6周、400mバンクの場合は5周、500mバンクの場合は4周で争われる。A級及びL級（ガールズケイリン）、KEIRIN ADVANCE（S級戦も含む）ではS級より1周回少ない競走距離で行われ、333m・335mバンクの場合は5周、400mバンクの場合は4周、500mバンクの場合は3周となる。実際はスタート地点はゴール線より後方にある競輪場がほとんどであり、その距離15mないし25mが競走距離に追加されるが、高知競輪場のみゴール線上に発走機が置かれているため、S級は2,000mちょうど、A級・ガールズケイリンは1,500mちょうどとなる。
ただし例外があり、男子のGI決勝戦ではS級の距離より1周回多い距離（333m・335mバンクでの開催を除く）にて、KEIRINグランプリでは2周回追加の7周・2,825mにて実施される。A級戦でも、S級特別昇級をかけたレインボーカップファイナルはS級と同じ周回数で実施される。
250mバンクで実施されるPIST6では6周回の1,515mとなっている。

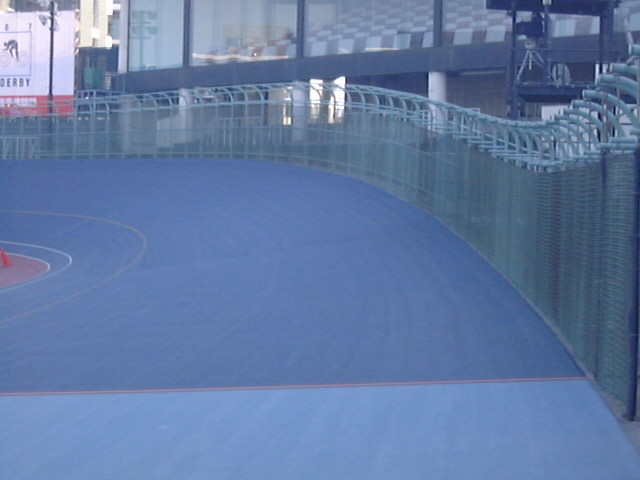
左側の赤い部分から、退避路、内圏線、外帯線、イエローライン

バンクには様々なラインが引かれており、基本的に幅は3cmだが、判定の基準位置はラインごとに異なる。下記は通常の競輪にて用いられるラインであり、250競走では異なる。
- ホーム・ストレッチ・ライン - 正面スタンド前に引かれた、スタートとゴールを示すライン[90]。スタートに関しては、ホーム・ストレッチ・ラインの手前25mの位置からの場合もある[90]。
- 25メートルライン - スタート位置から25m先の位置に引かれたライン[90]。スタート後、25メートルライン到達までに落車やスタート不揃いがあった場合、再スタートとなる[90]。
- 30メートルライン - ゴールの手前30mの位置に引かれたライン[90]。最終周回においてこのラインに到達した後は、落車などが原因で自転車に乗らず手で引いてゴールに到達したとしても完走したものとされる[90]。
- バック・ストレッチ・ライン - バックストレッチ側に引かれた、ゴールまで残り半周であることを示すライン[90]。このラインからゴールまでにかかった時間が「上がりタイム」として計測される[90]。
- 内圏線（ないけんせん） - 周回に沿ってバンク全体に引かれた線[90]。衝突・接触を避けるための一時的なものを除き、この線より内側を走行する「踏切り」は禁止される（ライン上の走行は禁止されていない）[90]。
- 外帯線（がいたいせん） - 内圏線内側より70cmの位置から外側に引かれた線[90]。外帯線より内側を走る選手を、その選手よりも内側を通って追い抜くことは禁止されている[90]。この線はライン上に入った時点で外に出たと判定される。
- イエローライン - 過度の牽制行為を防ぐため[91]、内圏線内側より3mの位置が外側となるよう引かれた黄色い線。先頭を走る選手がこのラインよりも外を走ることは禁止されている[91]。先頭選手が2秒以上イエローラインの外側を走ると失格になる（競輪全員失格事件）。この線は外側への「踏切り」が判定基準となる。2003年12月31日実施の競走より追加された。

バンク上には表示されていないが、内圏線内側から30cmかつ外帯線内側から40cmの位置が「測定線」となっており、一周の周長はこれが基準となっている。
バンクを走る選手を取り巻く環境は、立地条件の影響を受ける。たとえば海沿いにある競輪場（富山、四日市、玉野、別府、佐世保）では海風の影響が大きい。また、ドーム式の前橋と小倉では、観客が増えるに従って場内の温度が上昇し、バンクが乾燥する。

### 自転車競技場
国民スポーツ大会（旧国民体育大会）では開催種目に自転車競技（トラック競技）が含まれていることから、滋賀県を除く全ての都道府県には競輪場または自転車競技場のいずれか（ないしは両方）が設置されており、競輪場がない県でも自転車競技場を拠点に選手の登録地（本拠所属地）とする事ができる。滋賀県は大津びわこ競輪場が閉鎖・解体され、自転車競技場は元々なかった上にその代替施設も建設されなかったため（2025年開催の滋賀国スポでも建設されず、同大会の自転車競技は京都向日町競輪場で開催予定）、全国で唯一自転車競技場が存在しない県となった。沖縄県にも自転車競技場があるため沖縄県を登録地にしている選手もいる一方で、島根県が登録地の選手は菅井孝治（60期）が2002年10月31日に引退したのを最後に、また鳥取県が登録地の選手も齋尾大丈夫（69期）が2014年1月14日に引退したのを最後に、それぞれいなくなった。それ以降でそれら2県の出身の選手は、近隣の競輪場のある他県の支部に所属しそこを登録地としている。島根県、鳥取県を除いて本拠所属地で最も登録現役選手数が少ないのは山形県で、2名（2025年3月時点）。このほか、身近に拠点となる競輪場や自転車競技場がないため、またはローラーでの練習が嫌いだから、などの理由で街道などを走って長距離を乗りこなす練習を主体にしている選手も存在する。

## 競走（レース）

### 概要
バンクと呼ばれる擂鉢状のコースを周回し、スタートから1周とゴール前半周のタイムは計測されているもののタイムトライアルではなく、いかに早くゴールするかがポイントとなる。これにより、1990年代までのレースでは、スタートの号砲が鳴っても横並びで睨み合い・腹の探り合いになってなかなか発走台を離れない、発走台を離れても牽制し合ってなかなか先頭誘導員の後ろに付かない、俗に言う「出渋り」が見られたが、21世紀に入ってからはレース毎に「規定時間」が設けられ、第一周回のホームストレッチライン通過時にこれを超過すると「タイムオーバー」となり賞金が50%カットされるようになったため、「出渋り」はほぼ見られなくなった。
男子の競輪の場合、1レース2000mであればそれを約3分で走る。これから計算すると総平均時速は約40kmだが、ゴールスプリントにおける最大瞬間速度は約70kmに達するといわれている。ただ、走行中は常に大きな風圧の抵抗を受けることから、選手は複数人（主に2人 - 4人）で連携して戦う方が有利であり、通常はレースごとに選手同士で『ライン』と呼ばれる即席のチームを組んでレースに臨んでいる。レース中、各ラインの先頭の選手は最も風圧を受ける不利はあるが自ら動くことでレースの主導権を握ろうとし、その後ろについた選手は（前の選手を壁代わりとすることで）風圧の抵抗を弱めて体力を温存させてもらう代わりに他のラインを追い抜かせないよう妨害するなど「ギブアンドテイク」を行う。そのため、競技自体は個人戦であるが、団体競技的な側面も併せ持っている。この複雑さが、完全に個人戦である競馬や競艇、オートレースにはない競輪の魅力であり、競輪初心者にとっては、その魅力にハマるか（競技の特性を理解できず）嫌うかで分かれている。かつてKPK導入より前の競輪（女子競輪も同様）においては、ラインを組む等の打ち合わせは八百長行為とみなされ全面禁止とされていたが、強い先行選手には自ずと強い追込選手がマークするといった力関係によるラインのようなものが形成されていた模様。ただ、ライン戦の現在でも、先行する先頭選手の後ろは（ラインの中で）一番力のある者が番手を主張し、その次に強い（実力のある）者がそれに続く、といった流れでラインが形成されている（例外もある）。
女子の競走であるガールズケイリンや、男子でも250競走PIST6、さらに2025年度より実施されるKEIRIN ADVANCEにおいてはラインの形成は禁止されているため、競輪とは異なり完全に個人戦である。
近親者（親子・兄弟姉妹・夫婦）で同じ開催にあっせんされることは多々あるが、番組編成において編成員の自由が効く番組では、通常は近親者が同じレースを出走しないよう配慮されている（ただし、決勝戦や1個レースの優秀戦・自動番組編成の開催では同じレースで出走することもあり得る。また、叔父・甥の親戚関係であれば予選でも同一レースを出走することもある）。

### 宿舎
他の公営競技と同様、八百長防止のため、選手は例え身内であっても競走参加中は外部との接触が一切禁止となる。そのため、競走参加中の選手は施行者が指定する選手宿舎で合宿生活を送らなければならず、外部とは隔離された状態となる。
競輪が始まった当初は、施行者が指定する競輪場近くの旅館が選手宿舎となっていた。現在は全ての競輪場で選手宿舎を備えており、大抵の競輪場では同一敷地内に選手宿舎を併設しているものの、TIPSTAR DOME CHIBA・川崎競輪場・小田原競輪場や岸和田競輪場など一部の競輪場では敷地外に選手宿舎を設けているケースもあり、その場合は選手は専用のバスで選手宿舎と競輪場を移動する。
基本的なシステムは競馬場の調整ルームとほぼ同じだが、居室は個室ではなく、4人一部屋の相部屋である事がほとんど。一部の競輪場宿舎の浴室は天然温泉が出るところもある。
- 2020年3月以降は、新型コロナウイルス感染症の蔓延により感染拡大を防止するため全国各地で開催中止が相次いだことから、いわゆる『3密』を防ぐため、様々な対策が取られた。例えば、同年5月18日からの川崎FIでは、常用の宿舎は4人部屋を2人使用に変更したほか、全国あっせんのS級選手45人に対しては周辺のホテルへの分宿で対応した[106]。

選手は、前検日より開催終了日ないしその翌日まで（最長で一週間）選手宿舎で過ごすこととなるが、選手はまず宿舎入りする際に、選手登録証と携帯電話などの通信機器を施行者に預けなければならない。また、特にドーピング防止の観点から、飲食物のうち酒、生もの、生菓子などが持ち込み禁止とされている（宿舎内売店では酒類も販売されており、飲酒は可能。但し提供は全レース終了後となる。2020年からはコロナの影響で全面的に飲酒禁止となっている）ほか、トランプや通信機能の付いたゲーム機、出前なども持ち込み禁止とされている。これらが発覚した場合は即、競輪場から出場契約が解除され欠場ないし途中欠場となり、後に一定期間のあっせん停止などの処分が下される。カメラについては従来は禁止されてはいなかったため、垣外中勝哉のように検車場や選手食堂などの様子をブログでアップしていた選手もいたが、2020年に入ってからはカメラも持ち込み禁止とされた（さらに2023年からは報道関係者も検車場内への立ち入りが禁止となった）。代わりに、選手個々によるが、選手によっては本や漫画などを持ち込んだりするケースのほか、DVDとDVDプレイヤーを持ち込んで空き時間に鑑賞するケース、ゲームボーイアドバンスなど通信機能のない携帯ゲーム機で遊ぶケースのほか、現在ではコーヒーマシンを宿舎に持ち込み自前で淹れたてのコーヒーを味わう選手もいるなど、空き時間の過ごし方は多様化している。

### 競走の進行

#### 選手紹介
スタート前、前レースの終了直後には選手紹介が行われる。1番車から順にバンクに出ていくが、各選手はやがて本番レースで組むラインに並び変わり、競りを行う場合はその意思も示しながら、バンクを軽く2、3周する。このスタート紹介は、「地乗り」「脚みせ」とも呼ばれる。
選手紹介でライン形成を見せる以前より、選手はコメントの形で記者にラインの並び順を伝えているため、形成されるラインは基本的に分かっている状態で、競輪新聞や公式サイト・民間投票ポータルでも確認できる。ただし途中補充で出場する選手はコメントを伝えていないため、また当日欠車が発生したレースでは選手紹介で初めて実際に組むラインが明らかとなる（そのようなレースで競輪新聞等に記載されるラインはあくまで予想である）。また前述の理由ではなくライン形成の変更を行う場合は選手が選手管理係に申し出ることになっており、中継等で告知される。
ガールズケイリンではライン・競りなどが無いため、選手紹介は1番車から並びの通りでバンクを1周回する。
「地乗り」「脚みせ」が終わると、選手達は一旦控え室に戻る。レース直前に多くの選手が清めの塩を、自身の体や自転車にかける。本田晴美は唇に塩を塗っていたことで有名。

#### 発走準備
投票が締め切られると、敢闘門より基本的に大きい車番の選手より入場し、発走機へと向かう。自転車（の後輪）を発走台にセットして固定したのち、係員の合図で客席に一礼したあと自転車に跨る。サドルに座り、足を、履いているレーサーシューズの上からクリップバンドでペダルに縛り付け、ファンファーレが流れ、「発走します」とアナウンスされる。この間に選手によってはいろいろなルーティンを行うこともある。「構えて！」の号令で各自ハンドルを握る。スターターのスターターピストル（電子ピストル）と発走台は電気接続されており、号砲（電子音）が鳴りピストルの先端が発光するとともにロックが外れるようになっている。最初期は係員が各選手ごとに自転車を握って支えていた（これは現在のPIST6でも行われている）ほか、ロック機能が付いた現在の発走機が導入される前はフライング（号砲の寸前に選手が飛び出し、係員が引っ張られて手を放してしまう）も見られた。

#### ファンファーレ
現在多くの競輪場で使用されているファンファーレは、2005年末より佐藤直紀が作曲した楽曲である。GII以上の特別競輪用、GIII用、FI・FII用の3曲があり、それぞれ決勝用のものは決勝以外と同曲であるがアレンジが異なっている。同一開催で異なるグレードのレースが行われる場合は、上のグレードにあたる楽曲を用いることが多い（KEIRINグランプリシリーズ（GP）と同時に行われる寺内大吉記念杯競輪（FI）では、特別競輪用ファンファーレを使用することが多い）。
ただし、競艇と異なり、全国すべて同じ条件で同じ曲が使われているようにはなっていない。
- 立川競輪場で行われるKEIRINグランプリシリーズでは、KEIRINグランプリ[123]を除いて年によって変動している[124]。
- 平塚競輪場でのFI・FII開催は、決勝以外は異なるファンファーレ楽曲を使用（決勝は全国統一のもの）。
- 名古屋競輪場では、ほとんどのレースにおいて別曲（グレード問わず、決勝・それ以外の2曲）を使用しているが、2022年以降の特別競輪決勝のみ特別競輪決勝用の曲を名古屋フィルハーモニー交響楽団による演奏バージョンで使用している。
- 四日市競輪場でのFI・FII開催では、初日は2世代前の、2日目は1世代前のファンファーレを使用（3日目、およびGIIIは全国統一のもの）。
- 松山競輪場のFI・FII開催では、別曲を使用（ミッドナイト用として使用していたものを他時間帯にも拡充）
- 小倉競輪場では、ナイター開催では普通開催でもGIII用のファンファーレを使用。
- 九州の各競輪場のミッドナイト競輪では、各競輪場それぞれ別曲を使用。
- このほか、決勝以外でも全レース決勝バージョン、あるいはその逆となっている場もある。

#### 発走後
号砲が鳴りスタートした後、選手全員が25メートルラインを過ぎると競走は成立する（周回板の掲示間違いなどで競走不成立となる場合を除く）。号砲後もロックが外れない、25メートルラインを通過する前に選手が落車したり、足をペダルに固定するグリップが外れるなどのトラブルが発生すれば、乱打で打鐘したりピストルを鳴らして選手に伝え、再発走となる。25メートルラインを越えてしまうと再発走させることは無いため、このラインをわずかに越えてパンクが発生したことを伝えたような場合でもレースは続行、当該選手は競走中止となる。
発走すると、まずは先頭誘導員のすぐ後ろの位置取りを目指す争いが繰り広げられる（もちろん、当初より後方でレースを組み立てる作戦を取るラインもある）。横一線で同じ速度で加速した場合、車番の小さい選手の方が誘導員までの距離が近いためそのポジションを取りやすい。先頭誘導員の後ろを取った選手には「S（スタート回数）」の記録が与えられ、直近4か月間で「S」を取った回数は出走表にも表示される。
誘導員の後ろのポジション争いが決着すると、そのポジションを取ったラインの選手を迎え入れ、最終的には先頭誘導員を先頭に、全選手が一列（「一列棒状」と呼ばれる）の隊列を組んで走るのが一般的である。その原因としては、隊列を外れると他の選手よりも外を走り、したがってより長い距離を走らなければならなくなること、他の選手の直後を走る場合よりも大きな風圧を受けることが挙げられる。ただし、位置取りを巡って争いが生じた場合は別である。
残り4周以上の場合、残り周回数を示す表示板は白色に数字が記載されている。残り3周の表示は青色の地に3と書かれ、この周回を青板（あおばん）周回と呼ぶ。さらに残り2周で赤色の赤板（あかばん）に変わる。先頭の選手が残り1周半を通過すると半鐘が打ち鳴らされる。これを「打鐘（ジャン）」といい、先頭を走る選手が残り1周となるゴールラインを通過するまで鳴らされ続ける。
男子の競走の場合、先頭誘導員は、333m・335mの場合は残り2周半まで、400mバンクの場合は残り2周まで、500mバンクの場合は残り1周半までは必ず先導している。この距離以降は、選手が誘導員を抜きにかかる走りが見られたときに審判の指示で誘導員が退避する（誰も抜きにかからない場合でも規定の位置まで進行した時点で退避する）。ガールズケイリンやKEIRIN ADVANCEの場合は、333m・335mの場合は残り2周を過ぎた2コーナー、400mバンクの場合は残り1周半、500mバンクの場合は残り1周で必ず退避する。誘導員が退避したところからラストスパートがかかり、ゴールまで息詰まるデッドヒートが展開される。各車が込み合うような展開の場合には、時として接触・落車事故が発生することがある。
落車が発生した場合でも即棄権とはならず、係員が落車した選手に続行の意思確認を行う。自転車に再乗できる場合は、その場で再度自転車に跨りゴールすれば着順が与えられ、その着順に応じた賞金も与えられる。ゴール前30m手前から落車した場合は（転倒した位置ではなく滑って静止した位置が30m線を越えていれば対象）、自転車に跨らなくても自転車を持ってゴール線を越えれば着順が与えられる（自転車を携行している場合も車輪にて着順を判定）。自転車が身体から離れて自転車のみがゴールラインを越えた場合は、身体がゴールラインを越えた時点でゴール判定となる。棄権した場合は、未達着順の賞金額から20%減額された額が「落車棄権手当」として支払われる（ただし賞金ではないため、日本選手権競輪、オールガールズクラシックの選考条件にある「獲得賞金額」には含まない）。

#### ゴール後
全選手がゴール（もしくは棄権）したのち、4つのコーナーそれぞれを担当する審判員が担当ゾーンにおける審議事項の有無を示し、異常が無ければ着順通りに決定する。審議事項がある場合、正面スタンドの審判席より赤旗が掲示され、審議に入る。審議が実施される場合、まず審議が行われる旨の放送が入ってから、のちに審議対象選手および発生コーナーについての発表が行われる。
かつて走路審判員は4つのコーナーの審判塔の上でレースを監視していたが、1・4コーナー担当が正面スタンドに移ったのち、2024年4月より2・3コーナー担当も審判塔には上らず、地表上にて監視を行うようになった。2024年3月までは審議のある場合、4つのコーナーの審判塔にある回転灯を作動させて審議事項があることを知らせていた。
競輪には降着制度は採用されていないため、失格・非失格（着順通り）の二者択一で判断される。またレース中に失格判定が下されることはないため、選手は自身が失格を犯したと認識していたとしてもゴールまでは敢闘することが求められる。
そして、審判による決定放送により、レースの結果が確定する。ただし、審議対象が4着以下であり、車券と関係ない場合は審議中でも勝者（車券に関係する3着まで）が決定するほか、審議対象が3着である場合は2着までの決定を先に行う場合がある。また、車券に関係ある失格者が出る場合は、失格理由を放送してから決定放送を行う。車券の対象となる失格者が出ない場合は失格がないことのみを放送して決定する。
いずれの場合でも審議があった場合は、その次のレースの車券発売締め切り後にパトロールビデオとともに失格・非失格と判定理由が放送される（最終レースの審議の場合は準備ができ次第放送する）。
失格には至らなくても、度合いにより重要走行注意（重注）または走行注意（走注。※男子のみ）の判定となることがある。その開催上の扱いには影響しないものの、一定期間での失格も含めた違反点数の累積により長期の斡旋停止や研修受講、『お寺行き』（萬福寺）などのペナルティが課される。なお、失格、重注、走注はいずれもレース中の違反行為ごとに付けられるため、同一レースで複数回付けられることもある（失格を2回付けられるケースもある）。
レース終了後は、各選手に対して、敢闘門に同県や同地区の（そのレースに出ていない）選手が自転車を取りに来てくれる風習がある。また、どのレースでも、勝利した選手が他の選手に自腹でポカリスエット（かつてはリポビタンDも）を配るのが慣わしとなっている。一方、ガールズケイリンでは2012年の開始当初に102期生同士がそれ（ポカリスエットの配布）はしないと話し合って決めたことから、その流れで現在もやっていない。
悪天候などでレースが中止となった場合、日程を順延しない場合の開催では、準決勝や決勝の進出者はガラポンを用いた抽選による「みなし着順」で決める（ただし出走はしていないので、賞金、競走得点は与えられない）。また、万が一あるレースで9選手全員が1着同着となった場合の勝ち上がりについても、その対応を決めてある。その他、ガールズケイリンやKEIRIN ADVANCEではポイント制のため、決勝ないし準決勝において予選での獲得ポイント第7位が複数名いた場合、抽選で決勝ないし準決勝進出者を決定することもある。

### ルール
※以下は一般的な男子の競輪で行われるオリジナル先頭固定競走についての記述であり、女子（ガールズケイリン）・競輪ルーキーシリーズ・KEIRIN ADVANCEで行われるインターナショナル先頭固定競走や、250競走『PIST6』については異なる。

#### 1レースあたりの出走人数
グレードレース（GIII以上）は通常は9車立てにより行なわれるが、その他のFI・FIIはS級戦も含めて7車立てを基本とする。最小は5車立てであり、5車からさらに欠車が出た場合（4車以下となる場合）は競走が行えないためそのレースは中止となり、次のレースの発走時刻まで間隔が大きく空くことになる。さらに当日の車券発売開始後に中止となった場合は、そのレースで既に発売された車券は全て返還となる。このほか、稀なケースとして、5車以上で競走自体は行えるものの、特定の選手が急病などで急遽当日欠場となったことでライン構成やオッズへの影響が大きくなり「公正なレースが行えない」と判断された場合も、そのレースは中止となることもある。
元々競輪は1レース9車立てが基本であり、7車立てはモーニング競輪、ミッドナイト競輪、A級3班によるチャレンジ戦、新人戦（競輪ルーキーシリーズ）、S級ブロックセブンでのみ行われてきた程度であったが、新型コロナウイルス感染症拡大を防ぐため参加人数を極力抑える目的で、暫定的に2020年7月から9月まではGI・GII以外の全てのレースで7車立てとした。だが、この期間の車券売り上げ等が良かったこともあって、同年10月以降現在に至るまで、グレードレース（GP、GI・GII・GIII）、全日本プロ選手権自転車競技大会記念競輪、レインボーカップファイナル・寺内大吉記念杯競輪以外は、S級戦（FI）も含めて全てが最大7車立てにて行われている。
- ただし過去には、後楽園競輪場や大阪中央競輪場などでは最大12車立てでのレースが行われていたほか、初期の甲子園や、好景気の頃でも富山・防府・小松島・佐世保が、経費節減のため原則（ダービートライアル等を除いて）8車立てで開催していた時期があった[142]（準決勝3着は抽選で2名のみが決勝進出[143]）。現在は競輪場による車立ての違いは無い。

9車立ての場合、4番5番・6番7番・8番9番は同一枠として単枠の1番・2番・3番をあわせて6枠を構成しているが、2車が入る枠のうち一車となる4番・6番・8番車には、慣習的に競走得点下位の選手が置かれる。中でも6番車は最も競走得点の低い選手があてがわれるが、これら4番・6番・8番の選手が入着した場合は高配当が出ることが多く、競輪ファンはこれをもじって「ヨーロッパ」と呼ぶ。7車立ての場合は6番車のみ競走得点最下位となり、4番車は他の車番と同様に振り分けている。
負傷や失格、棄権による翌日の欠場者が発生した場合、開催地の近県の選手（FI開催のS級戦では2班選手のみ）を中心に補充が行われることがある。GII以上の特別競輪やレインボーカップなど、斡旋ではなく出場資格順に出場者が選定される開催では事前に選定された補欠選手数名が、競輪場近くのホテルで待機する。開催中に欠場者が発生した場合、補充選手を加えてもなお不足する場合は欠車として最小5車立てにてレースを行うか、5車揃わない場合はレースカット（最大12レース開催予定だったものを11レース以下とする）を行って対応している。
ミッドナイト競輪では、2020年10月から2021年3月までの開催で、分かりやすくする目的として、ガールズケイリンも含めた全てのレースにおいて競走得点最上位選手を1番車とし、1番車から競走得点上位順に選手を並べる競走を試行実施した。これが好評であったことから2021年4月以降も継続しており、現在に至るまで同様に競走得点上位から車番を付けて実施されている。また、グレードレースであるミッドナイトGIIIでもこの車番割りは適用される。

#### 勝負服

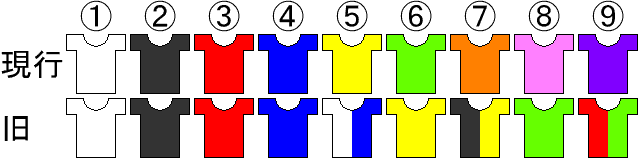
競輪の勝負服。現行の車番色は2002年4月より採用。旧服は1984年11月の小倉競輪祭初日より採用。

レーサージャージと基本的には同じ。違いはバックポケットがなく、長袖のみ、またジャージと同じ色のヘルメットカバーを着用すること。またレーサーパンツの両脇に入る線も、級毎に色が異なる。手袋も、フィンガーレス（指切り）ではなくフルフィンガードの物をはめる。
勝負服一覧
- 1：○白
- 2：●黒
- 3：●赤
- 4：●青
- 5：●黄
- 6：●緑
- 7：●オレンジ
- 8：●ピンク
- 9：●紫

2024年12月末に、男子はジャージのデザインが変更され、胸の位置には白地に黒文字で「KEIRIN」のロゴが入り、そのロゴより下は黒色となるユニフォームとなった。車番の対応した服色自体は変わらずも、特に5番の黄色が淡くなって6番の緑色が濃くなった（黄緑寄りではなくなった）。色覚的なデザイン以外にも、丸首からVネックになるなどアスリートファーストな仕様が追求された。
その1代前（2002年から2024年）、2002年4月に服色が改められ、全車が「単色」となった（※従来通り先頭誘導員は紺地にオレンジのラインの服で変更なし）。これで変更されたのは5番以降（右の画像参照。5番が青/白から黄色に、黄色を取られた6番が緑に、緑を取られた8番が新色のピンクに。7番が黒/黄色から新色のオレンジに、9番が赤/緑から新色の紫に）。7番と8番は競馬やオートレースと同じ色が採用された。
2代前（1984年から2002年）の服が導入される直前の1984年9月・西宮オールスター競輪では、5番が青と赤、7番が黄色と赤、つまり差し色として赤を統一したが、その色使いは変更時に採用されなかった（他の番車の色はそのまま採用）。この大会ではヘルメットカバーを全員が枠単位で単色としたが（向日町競輪のレースでも一時期採用された）、変更時に5・7・9番が四ツ割染分けとなった。あわせて従来の五分程度の半袖から、長袖に変わった。5・7・9番はビッグレースの決勝ごと、独自の2色切り替えパターンも見られた。
3代前（1964年から1984年）の服は1番から5番までは今の色と同じだが、6番は白と黒を交えたもの、7番は白と赤を交えたもの、8番は白と青を交えたもの、9番は赤と青を交えたものとなっている（この4車はヘルメットカバーが四ツ割染分け）。
また、過去の12車立では10番が黄色と黒、11番が赤と黒、12番が青と黒だった。旧服は枠番の確認を容易にするため4枠4番から6枠9番までは枠番色を基調として奇数車に別の色を交えており、現行服は車番連勝車券が一般化したことから全車別色となっている。
ビッグレースの決勝やGPでは、派手な限定ユニフォームが用いられることがある。1994年の第47回日本選手権競輪（静岡）では、上下同じデザイン・色の勝負服を着用した。他に、北京オリンピック日本代表選手応援協賛競輪を機に、2008年には特別ユニフォームが特定の大会で採用された。KEIRINグランプリ2020とKEIRINグランプリ2021では、大会コンセプトデザイン担当のWINTICKETが、ユニフォームデザインも兼ねた。
2005年1月には武田豊樹がラ・ピスタ新橋と契約し、公営競技初となるスポンサー名入りユニフォーム（左肩）を着用。他の選手も追随した。KEIRINグランプリ2022では、脇腹部分にも広告を掲示した選手が複数いた。しかし2023年をもって、ユニフォーム広告は一旦廃止された。
現在は、競輪、ガールズケイリンともに、GI・GIIやグランプリといったビッグレースを制覇した者に対し、特製のチャンピオンジャージが贈呈されており、優勝者はレース後の優勝インタビュー、記者会見ではその特製のチャンピオンジャージを着て臨んでいる。
グランプリ出場者（S級S班）
KEIRINグランプリ'98からKEIRINグランプリ2000までの3大会では、出場9選手が翌年の一定期間、1人1人テーマが異なるオリジナルユニフォームを着用する制度があった（'99と2000はコシノジュンコがデザイン）。
KEIRINグランプリ02からは、デザインに統一性を持たせたグランプリレーサーオリジナルユニフォームを着用するようになった。高田延彦が監修したトライバル柄で、9色とも、襟・袖口・裾の部分は黒い生地を用いている（グランプリ優勝者専用の1番車デザインだけは袖口は黒でなく白）。
KEIRINグランプリ2024より、男子一般ユニフォームとともにデザインが変更され、一般ユニフォームでは胸のロゴより下が黒色となっているところ、S級S班用は前面の全体が黒色となっており、「KEIRIN」のロゴは金色となっている。また前年グランプリ覇者着用のユニフォームは胸のロゴが「KING OF KEIRIN」となっている。
レーサーパンツ
レーサーパンツは、基本的に横のライン上に7つの星が描かれている。昔はラインの本数で級を表していたが、ライン色による区分となった。
その年のS級S班9選手（2008年前期の創設時は18選手）のみ、黒いラインの赤いパンツを着用する。そのため、S級S班の代名詞として「赤パン」と呼ぶことがある。このS級S班用のもののみ、2024年12月のデザイン変更以降は7つの星が付いていないデザインとなった。赤いパンツはS級S班が履くようになる以前にも一部で登場していた。KEIRINグランプリ'85では9選手が白いラインのものを、2007年までの国際競輪（2008年のワールドグランプリも）では外国人選手が黄色から水色のグラデーションラインのものを、着用していた。
他のS級選手は赤いライン、A級は緑のラインでどちらも黒いパンツ。かつて存在したB級は青いラインだった。
ガールズケイリンでは開始当初はワンピース型であったがのち男子と同じくシャツとレーサーパンツを分け、右が黄色・左が紫のラインが入ったピンクのパンツとし、2022年9月30日を初日とする開催以降は男子と同じく黒のパンツに変更された。

### 先頭固定競走（オリジナル）
2012年のガールズケイリン開始により、従来のルールが男子向けの「先頭固定競走（オリジナル）」となり、新たに女子向けとして「先頭固定競走（インターナショナル）」のルールも設定された。ここでは従来からのオリジナルルールを中心に記述する。男子でも競輪ルーキーシリーズ・KEIRIN ADVANCEでは先頭固定競走（インターナショナル）で行われるため、下記のルールとは異なる。

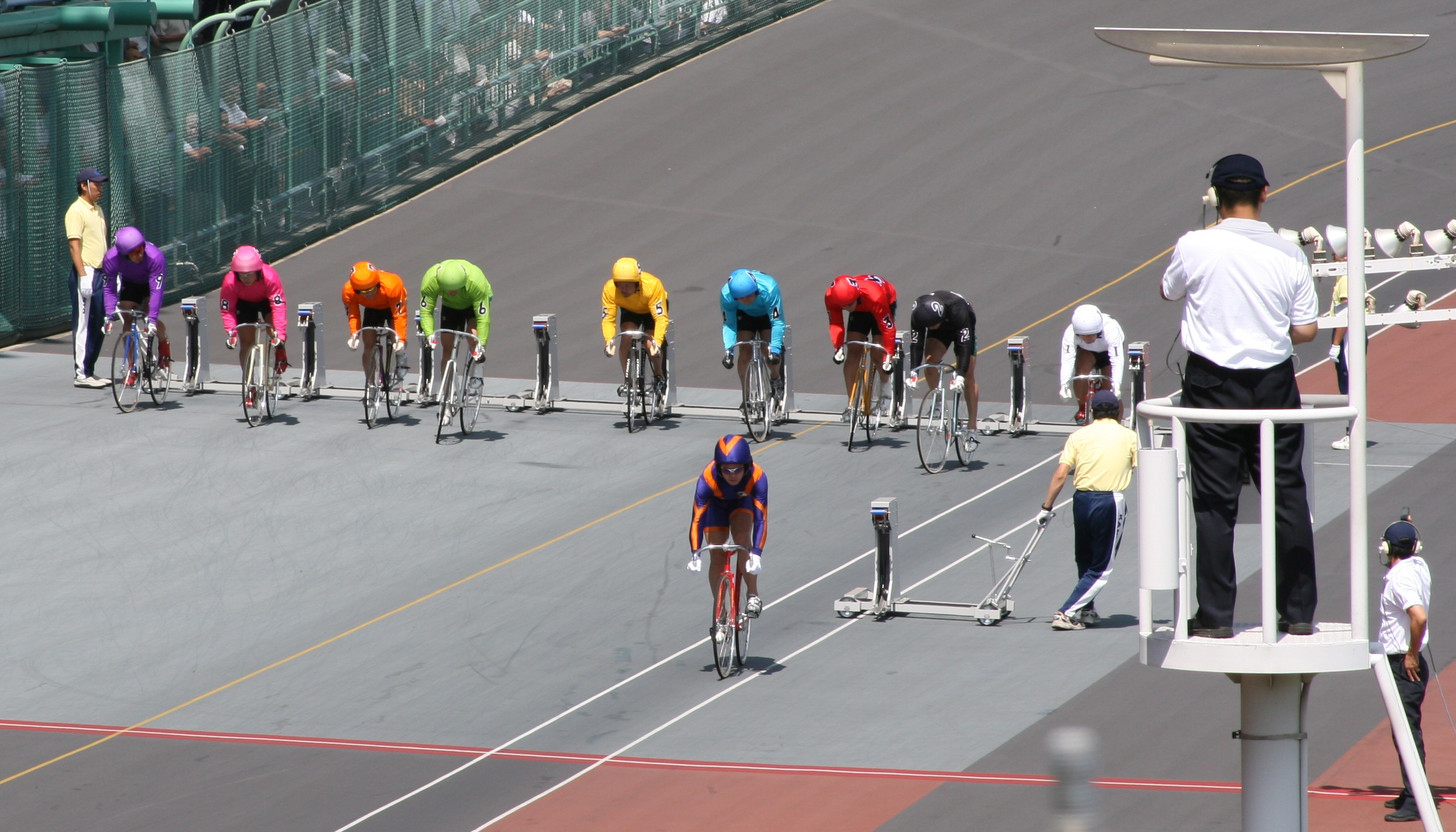
先頭固定競走のスタート時。選手の前にいるのが先頭誘導員

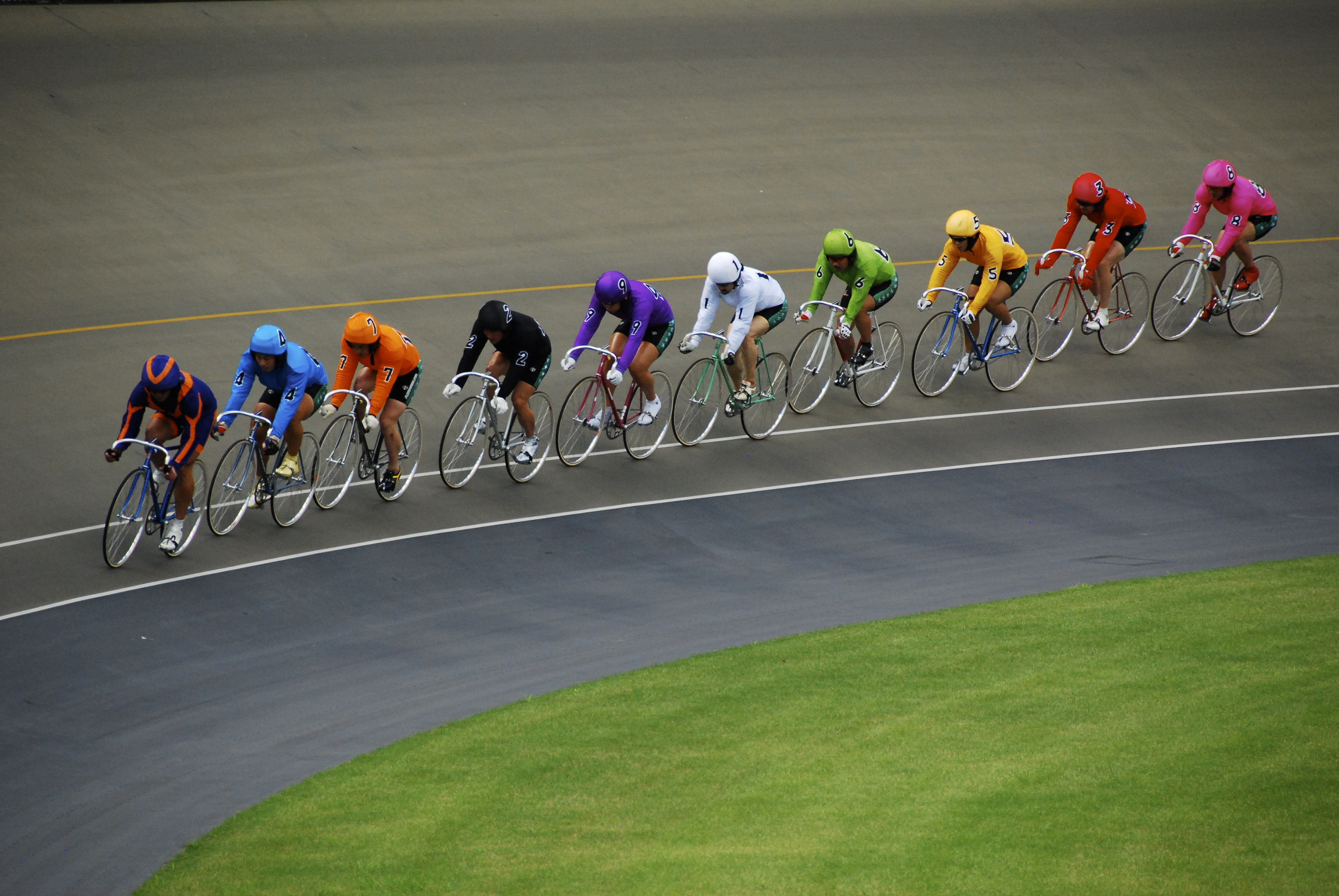
1周目の周回の様子。誘導員が先頭に立っている

現在行われている競走は先頭固定競走と呼ばれ、スタートから残り1周半付近（ジャンが鳴る地点）までは選手と同じ型の自転車に乗った先頭誘導員（正式には先頭員というが、一般的には誘導員と呼ばれているため、以下、誘導員と表記）が選手の前を走る。選手は、333mないし335mバンクでは残り2周半のBS（バックストレッチ）ライン、400mバンクでは残り2周のHS（ホームストレッチ）ライン、500mバンクでは残り1周半のBSライン、それぞれを切るまで誘導員より前に出ることができない。これは、先頭を走ると風圧の影響を受ける上、後続の選手の動向を把握しにくくなることに配慮した制度である。
特に2019年5月31日を初日とする開催からはこのルールが厳格に適用されるようになり、実際にこれに違反した場合は失格・即日帰郷となるだけでなく、即座にあっせん保留、かつ一定期間あっせん停止（実質的に、あっせん保留の期間も含めて4か月程度）の処分が下される。
また、先頭誘導員を内側から抜くことは禁止されている。主導権争いなどでうっかり先行選手が内側から追い抜いてしまった場合は失格となる。
競走で誰も誘導員をかわさなければ最終2コーナーまで誘導する。選手たちの発走台と違い、先頭誘導員の発走台にはロック機能は付いていないため、号砲前でもすぐ外れるようになっている。
誘導員は車券の対象ではないため、レースに出走する選手と区別する目的で、紺地に橙色のV型ラインの入ったユニフォームとトランシーバーのスピーカーが付いた ヘルメットカバーを着用する。また、誘導員のスタート位置は選手よりも25m前である。また、不正防止の観点から、誘導員は当日、レースに出走する選手たちと直接接触することがないよう、競輪場ではレースに出走する選手たちとは別の控室とバンクへの入退場口を使用する。
誘導員は大抵、そのレースが開催されている競輪場をホームバンク（練習拠点）とし、レース当日は競走に出走しない選手が行う。誘導員にも競走に応じて選手と同額の手当が支給されるため、収入が少ない成績下位のA級の選手が比較的多く務める。ただ、グランプリやGIレース決勝戦となるとS級のトップレーサー同士での戦いとなるため、誘導員もそれなりのレベルであることが求められることから誘導員はS級選手が務めており、注釈にある通り、レースによって誘導員手当の額が異なっている。通常、特別競輪で優勝歴のあるようなトップレーサーのS級選手が誘導員を務めることは極めて少ないが、地元での開設記念競輪（GIII）の決勝戦などでファンサービスを兼ねて務める例があるほか、GIタイトルホルダーの平原康多も現役最晩年になってから誘導員資格を取り実際に誘導員を務めたことがあった。
誘導員の誘導ペースは競走形態に大きく影響を与える。1990年代はラインでの作戦としてイン切りが全盛期であったため、スプリント競走のように超スローペースになることが多かった。しかし2000年代にルールが改正されると誘導ペースが高速化し、早期に誘導員を追い抜くことができなくなったこともあり、一本調子の高速レースに強い大ギアが力を発揮するようになったため、トップクラスの選手の多くが大ギアとなった。ただ上述の通り、2015年よりギア倍数は4未満へと規制されている。
誘導員となるには、誘導員試験に合格し、誘導員資格を得る必要がある。現役の競輪選手であること、かつ誘導員試験において2000mタイムトライアルで2分55秒以内が出せること（選手なら必ず出来る設定）が条件である。但し、誘導員資格の有効期間は2年間であり、資格を継続する場合は2年ごとに試験を受け直しその都度合格することが必要である。一方で、通常の競走で追走義務違反や敢闘精神欠如など悪質な失格をした場合は誘導員資格を取り消されることもあるほか、あっせん停止の処分を受けると1年間の資格停止となることもある。また、選手自らが誘導員資格の取り消しを申請する場合もある。女子選手は男子とは異なる「先頭固定競走インターナショナル」ルールで競走を行っていることから「先頭固定競走オリジナル」ルールに対応できないため誘導員になることはできず、ガールズケイリンでも誘導員は全て男子選手が務めている。
2014年1月より 『KEIRIN EVOLUTION』 として男子による「先頭固定競走インターナショナル」ルールの競走もGIII（開設記念競輪）の最終日に単発の企画レースとして実施されていたが、同レースは2019年以降は集中開催となったため、それ以前と比べて実施される回数は大きく減少しており、2020年以降では東京オリンピックとの兼ね合いとコロナ禍の影響も、そしてPIST6の開始も重なり休止。そして2025年よりKEIRIN ADVANCEとしてリニューアルして実施される。
- 「先頭固定インターナショナル」ルールについてはこちらを参照のこと。

かつて特別競輪や記念競輪で行われていた3000mを超える長距離戦に値するレースでは、2人の誘導員が誘導していた。その場合、最初の誘導員はジャンが鳴る前の周回でコースを出るが、もう1人の誘導員は、ジャンが鳴り終わる頃まで誘導して、その後コースから去っていた。

#### 普通競走
かつては誘導員のない競走（普通競走）もあったが、車番連勝式車券が発売される競走では行われないようになり、事実上の廃止となっている。普通競走では誘導員の役割を選手が行なっており、これを「トップ引き」と呼ばれていた。ルール上はどの選手がトップを引いてもかまわないことになっているが、やがてトップ引きを行う選手は、競輪の枠式車券で2人枠となる場合に最下位に当たる位置づけとなる事が最も多い6番車の選手が行うことが慣例となった。
車番連勝式車券が発売される直前の頃には「先頭固定競走」として行う予定の競走でもレース番組の確定直前に選手からトップ引きを行う旨の申告があった場合は「普通競走」に変更された。これは何らかの理由で明らかに格上の競走に出走することになった力の劣る選手、あるいは引退間際の選手などが事前に申告するもので、この場合該当選手の車番は最も勝ち目が薄くなるため、申し出た選手の車番は慣例に倣って6番車に変更される。普通競走でトップ引きを行った選手には正規の入着賞金のほかに先頭手当も支給され（賞金と手当とで、5着入着の賞金くらいの収入になった）、雨敢闘手当なども他の選手同様に支給される。概要節の「タイムオーバー」は、元々トップ引きの選手が極端にペースを落とすことを避けるための規定であったが、この規定は現在の先頭固定競走でもスタート時のスロー牽制を防止するため適用されている。
先頭固定競走の誘導員は車券の対象とはならないが、この普通競走では6番車のユニフォームを着た選手が誘導員代わりであるため、車券の対象となることが違いとなる。先頭固定競走から普通競走に変更となる旨の告知は当日の出走表や場内アナウンスなどでなされるため特に混乱が生じることはなく、投票者にとっても暗黙の了解ではあったが、同じ5枠の7番車との車券である、枠番連勝式（枠連）5-5の車券も発売されていた。これに対し、普通競走において仮に5枠以外の選手全員が落車棄権してしまえば枠連5-5が的中車券となるため、以前から「おかしい」という声はあがっており、実際に1973年4月9日の千葉競輪場第7競走において、9人中、5枠両名以外の全7人が落車したため2,363,180円という配当が出た（これは当時全ての公営競技において最高記録）。これは永らく破られず、現在でも枠番連勝式の払戻金額としては全公営競技史上最高となっている。
1995年9月15日の立川S級シリーズから車番連勝式勝者投票券が発売された後も暫くは普通競走が行われていたものの、トップ引きの6番車が絡んだオッズに混乱をきたしたことから、同年12月に車番連勝式を発売するレースは先頭固定競走とすると明記された。またトップ引きが公正な競走でないという問題については過去に裁判も行なわれており、「トップ引き自体が競輪の観客における公知の事実」という判断がなされている。

#### 競技規則
従来からの普通競走と先頭固定競走（オリジナル）に対するルール違反は、主なものが以下のように定められており、違反により落車および自転車故障の原因となった場合、または違反行為そのものにより、失格となる場合がある。ただし競技規則には違反を問わないケースも明記されている。
2003年4月から、審議対象レースの映像公開が開始された。
- 第11条 - 敢闘の義務（出場するいずれのレースにおいても全力を尽くし勝利を目指さなければならない）
- 第11条（4）1 - 暴走の禁止（打鐘前より勝機を逸する先行を行ったことによる勝者から5秒程度以上の敗退）
- 第11条（4）2 - 追走義務（前を走る選手および集団から極端に離れてはならない）
- 第11条の2 - 過失走行の禁止（端的にはいわゆる「自爆落車」など）
- 第13条 - 内側差込み等の禁止
- 第13条の2 - 外帯線内進入の禁止（内圏線と外帯線の間を走る選手を内側から抜いてはならない）
- 第14条第1項 - 押圧、押し上げ、押し合いの禁止
- 第14条第2項 - 斜行、蛇行の禁止
- 第14条第3項 - 中割りの禁止（前で並走している2人の選手の間に割り込んではならない）
- 第15条 - 内圏線踏切りの禁止
- 第16条 - イエローライン踏切りの禁止（先頭に位置する選手は2秒程度以上外側へ越えてはならない）
- 第58条 - 先頭員早期追い抜きの禁止（先固のみ）[179][180]
- 第59条 - 先頭員に対する妨害行為の禁止（先固のみ）
- 第70条（4） - 周回誤認

### 競輪の主な戦法
前述のように競輪はあくまで個人が他人より先着するために競走をするのが基本であるが、その競走をより有利に進めるために関係の深い選手同士で連携をする。連携は各選手の脚質による戦法で決まる。その戦法の主なものを次に述べる。ちなみに、先行・追い込み・捲りの戦法を使いこなせることを「自在」という。
2着までに入った選手には、「逃げ」「捲り」（まくり）「差し」「マーク」の4種類のいずれかの決まり手が記録される。マークは下記の戦法の中に入っていないが、先行選手に付いたままでレースを進め、その先行選手を抜けずに2着になった場合に記録される。それぞれの選手の直近4か月の決まり手数が出走表に記載される。

#### 先行（自力）
競輪は残り1周半程度までは1本のラインを作って進む。その時は関係の深い者同士で並びの前後を決めるのであるが、その際に一番前を走る戦法の選手が先行選手である。先行は「自力」とも呼ばれる。決まり手は「逃（げ）」と表される。先行選手は残り1周半程度から後ろの選手を引き連れてダッシュをする。つまり先頭誘導員が下がって選手達のスピードが上がってから一番前を走っているのが先行選手と言ってよい。一番前を走るので誰にも邪魔されずゴールに先着する可能性は一番高いが、反面時速70km程度の速度で走るので猛烈な風圧を受けながら走らねばならない。風圧を受けつつ1周ほどスピードを維持する脚力（地脚）が要求される ため、並びの中で最も若い選手がなることが多い。疲労で速度が鈍った、いわゆるタレたときには追い込み選手がいかに残してくれるかによって良い着順を取ることが出来る。後ろに追込選手を引き連れて走るため先行選手を「機関車」と呼ぶこともある。
直線の短いバンクでは、追い込み選手がスパートする距離が短くなることから先行が有利となる。また、コーナーの大きいバンクはカントが緩く、捲りをかけた選手が遠心力で外に振られやすくなるため、先行が有利となる。
最終バックに差しかかった時に風向きが追い風だと、先行選手は捲りの選手よりも先に風の影響で加速がついて捲りに対応する余裕が生まれ、有利になりやすい。逆に最終バックが向かい風だと、捲りの選手よりも先に風の影響を受けて減速することになり、その瞬間に加速されると距離を縮められやすくなる。ちなみに、風のないドーム式の競輪場では先行が有利といわれる。これは、捲りの選手が隊列から外れた際に大きな風圧を受ける傾向があるためである。
屋根のないバンクに雨が降ると先行有利になるといわれる。これは競輪用の自転車には（当然だが）跳ね除けつまりマッドガードがなく、水を跳ね上げて走ることになることから、各選手は水が目に入ることを嫌い他の選手の直後に位置しなかったり顔を背けて走ったりするためである。前者は先行以外の選手も先行選手と同様の風圧を受けることを意味し、後者はレース展開を把握しづらくなることに繋がる。さらに一瞬の加速力を要する捲りや追い込みは先行よりもハイドロプレーニング現象による不利に見舞われやすく、その分先行が有利になる傾向にある。
競輪では先行する選手がレースを作るといわれ、先行選手の人数がラインの形成に影響を及ぼす。たとえば2車先行の場合はラインが二分し、3車先行の場合はラインが三分する。

#### 追込
先行選手の後ろを走る戦法の選手を追い込み選手、あるいはマーク屋、差し屋といい、決まり手は「差」と表される。数十メートルであればトップスピードを維持できるという対応の選手に向いた戦法である。風圧を前の先行選手が受けてくれ、スリップストリームを作ってくれる中で走ることが出来るため楽にゴール前まで進むことが出来るが、先行選手をぎりぎりまで「残す」ために後ろから来る選手をブロックしなければならない。その後先行選手に先着するのが正しい追い込みの仕方で、早々と別のラインに切り替える、直線の手前でまだ脚のある先行選手を抜いていくなどの走法は邪道といわれる。先行選手やまくりの選手は「縦の競走」追い込み選手は「横の競走」をすると言われる。先行選手のすぐ後ろを走っている選手を番手、その後ろは三番手・四番手……と呼ぶ。

#### 捲り
先行選手は先にダッシュを仕掛けるが、これに対して先行するラインを後ろから追いかけて短い距離で一気に抜き去る戦法を捲りという。1周以上スピードを維持するのは無理だが200m程度であればトップスピードで走ることができるタイプの選手向きの戦法である。捲りを主戦法にする選手もいるが、先行選手が後手を踏んで捲りになったり、あえて力関係で捲りを選んだりすることもある。先行選手以上のダッシュ力は必要となり、かつ先行ラインを抜く時にそのラインの選手のブロックには耐えなければならない。もちろん捲り選手の後ろにも追い込み選手が続いている。
最終バックに差しかかった時に風向きが向い風だと、先行選手が先に風の影響を受けて減速することになり、その瞬間に加速することで距離を縮めやすくなる。逆に追い風だと、先行選手のほうが先に風の影響で加速がつき、余裕を与えやすくなる。コーナーの大きいバンクはカントが緩く、遠心力で外に振られやすくなるため、捲りにくい。また、直線部分の内側への傾斜が緩いと、向こう正面から捲りをかける選手はコーナーに差し掛かった時に急に上るような感覚に襲われ、捲りづらくなる。

#### ライン
競輪では、周回中に選手が組むチームをラインまたはスジといい、レース展開を形成するもととなる。ただ、競輪も競馬や競艇、オートレースといった他の公営競技と同様に、いかに早くゴールするかを競う個人戦であるため、チーム戦のようでチーム戦ではない、この独特な競技スタイルが競輪の醍醐味となっており、2023年より放映されているテレビCM『こんなスポーツ、他にないだろ?』（複数あるパターンの一つ）でもその点が強調されている。
競輪が始まった当初はラインという概念はなく、むしろラインの形成は八百長と誤解されかねない行為として禁止されていたほどであった。そのため昭和の時代、特に40年代頃までは強い先行選手の後ろに力のある追い込み選手がつく、といったケースが多く見られた。のち、1983年のKPK制度導入や1988年に累積事故点の罰則があっせん停止を含むものになる等強化される等の経緯によって、現在のような地区別のライン形成が定着したとされている。

ラインは一般に、各選手が練習場所とする競輪場や所属する選手会といった地区単位で形成されることが多い。
ただ、決勝戦など勝ち上がり戦や一発勝負のKEIRINグランプリ、シードレース（優秀競走）などでは必ずしも地区単位で選手が揃うことがないため、そういった同地区でラインが組めないケースでは、誰ともラインを組まず単独（「単騎」と呼ばれている）で戦うか、近隣地区の選手と組むケースが見られる。そのほか、滅多にないが、近隣地区の選手とでもラインが組めない場合、全く地区が異なる選手同士が組むケースや、中には日本競輪選手養成所（旧競輪学校）の同期生同士、世界選手権・オリンピックに出場した選手同士といったパターンなどもある。珍しい例では、117期を対象とした第45回ルーキーチャンピオンレース（2021年3月14日、大垣競輪場）において、法政大学の同窓生である鈴木陸来、寺﨑浩平、青野将大の3人が『法政大学ライン』を組んだり、山口拳矢（岐阜。中部地区）が村上義弘（京都。近畿地区）と同一レースとなった際に、単騎であった山口が無理を承知で村上にマークしてもらいたい旨を相談したところ、村上が同一レースで出走する松岡健介（兵庫。近畿地区）の了解を得た上で敢えて他地区の山口と連携したことがあった。
選手の一般的な並び方は各選手の所属地区が3人ずつ分布している場合、それぞれの所属地区をA,B,Cの3地区だとすると「A先・A追・A追/B先・B追・B追/C先・C追・C追」となり、こういう形を三分戦と呼ぶ。もっと細かくなったものは四分戦、細分戦、コマ切れの競走と呼ばれる。一方で、先行選手が2名しかいないなどラインが2本しか形成されない場合は二分戦と呼ばれる。通常の番組編成（レース毎の選手の配分）においては、予選競走ではラインの形成を考慮して先行・追込・捲りの選手の数がほぼ均等になるように主催者側で選手を割り振るが、開催最終日の決勝戦など勝ち上がりにより自動的に出場選手が決まってしまうレースでは、稀に先行選手が1名しかいないレース（先行1車、逃げイチと呼ばれる）や、先行選手が一人もいないレースが行われることもあり、その場合は誰か一人が覚悟を決めて先行することになる。
各選手は前日の予想紙などからの取材応対時のコメントやスタート前の選手紹介でラインや戦法について意思表示をするので、そこからどのようなラインが組まれるか予想することができる。極めて稀だが、選手がレース当日にコメントを変更する（前日に伝えていた並びとは異なる並びとする）こともあり、その場合はレース予想（車券作戦）やオッズにも影響を与えかねないため選手が自ら選手管理に申告し、レース実況アナウンサーもその旨を場内のファンないしテレビ中継の視聴者などに告知し注意喚起している。ただ、近年の競輪は若手を中心にラインを重視する選手が多く、位置取りについてあえてラインを無視した自己主張をするケースが減ったといわれている。
女子選手によるガールズケイリンでは、トラックレースのケイリンに準拠したルールであるため単騎戦でありラインという概念がなく、あからさまにラインを組むことは反則行為とされている。また、のちに男子でもガールズケイリンに模したルールで、ラインという概念を排除したKEIRIN EVOLUTIONが一時期行われていたこともあったほか、TIPSTAR DOME CHIBAでの250競走「PIST6」でも同様にラインはなく単騎戦で行われている。

### 競走における競輪道
上述した戦法をふまえて、競輪競走においてはルールに明記されているわけではないが、選手全体に認知されている競走におけるやらなければならない行為、あるいはやってはいけない行為が存在する。これは選手道または競輪道とファンや選手に言われており、選手達の間で暗黙の内に決められた事と、ファンと選手の間で暗黙の内に決められた事がある。いわゆる不文律・アンリトゥン・ルール (Unwritten rule) の一つ。元競輪選手の山口健治は、競輪道を「人の道」と表現している。
選手達の間で決め事とされているものとしては以下のものがある
- ラインを組む際に、追込選手の並びを決める基準として、地区のつながりで先行選手との間に差がない場合は直近4ヶ月の平均競走得点が上の選手が有利な番手を得る
- 先行するラインの番手（※1）追込＝番手あるいは3番手から最後の直線のみで一気にダッシュする戦法の選手は、外側を捲って来る選手に対して車体を振って牽制するか、いざというときは体当たりをしてブロックしなければならない
- 上記の際に、ラインの三番手の選手は内を閉めて（※2）インを突かれる（※3）のを防ぐ。また、自らインをつくこともしない
- 先行するラインの番手の選手は（三番手でも）インで他の選手に競られた場合、アウトで競り（※4）続けなければならない（一旦、先頭に立って、先行選手を迎え入れてインで競るのは他のラインに隙を付かれるため）
- 先行するラインの番手の選手は、他の選手が後ろから来ない場合は、最後の直線に達するまで先行選手を抜きに行かない。（これは先行選手にとっては最も重要なアドバンテージである。このことにより脚力を温存できる。）
- 先行争いで敗れ、失速した選手は他の選手の邪魔にならないように後退する
- 二分戦（先行選手が2名しかいないレース）の場合、その先行選手同士が並列してマイペースで走ってはいけない。ライン後続を裏切る行為になる。本来はラインを組むべき選手同士がどちらも先行選手だった場合、やむなく二分戦となり先行争いを行わなければならない選手が練習仲間の同地区の選手ということがある。しかし、そのような行為はほぼ絶対に禁止されており、ほとんど見かけることは無い。

2020年の夏季において、コロナ対策のために同地区内あっせん及び7車立てレースがA級、S級戦でも多く導入された。
その際に、練習仲間同士の二分戦が多発することになったが、上記の戦法は禁忌とされ、並走をマイペースで行うということはされていない。
- もっとも競輪道に対する考え方は選手個々によって差があり、またレースの種類（勝ち上がり･負け戦）によって選手の動き方も変わってくる。

またファンとの間で決め事とされているものとしては以下のものがある
- 大本命の先行選手がラインの番手の選手のために、わざと無理な先行(通称:死に駆け)をして着外、つまり車券に関係しない順位になってはいけない
- 競走前の顔見せ（※5）で競りを表明した場合、必ず1回は競りにいかなければならない
- 先行1車の競走（先行選手が1人の競走）では必ず二番手を競りに行くか、いちかばちかその先行選手を相手に追込選手が先行か捲りで競走を動かさなければならない
- 一本棒（※6）で最初から最後まで何の動きも無いレースにしてはならない
- 競走前の顔見せで見せたラインの並びと違う並びを、本番の競走の最初からやってはいけない
- 顔見せで事前のコメントと違うライン並びを行なってはならない。これは、古くは顔見せでの並び変更は許されたが、最近は電話投票や前日発売などで事前に投票するファンが増えたことによる。但し事前に「顔見せで決める」とコメントすることは許される。
  - 他に、中野浩一は特に先行選手に対して「『○○さん（自分をマークしてくれる選手）のために駆けます（目一杯先行します）』と言わないように！」と指導している。

（※1）番手＝二番手。先行および捲り選手の直後の位置。番手の直後は三番手。
（※2）内を閉める＝後続が内側から抜かすと反則と判定される位置を走ること
（※3）インを突く＝ルールにのっとり内側から追い抜く行為
（※4）競り＝併走状態で追込選手が互いに体当たりを行ない相手のスピードを落とす行為
（※5）顔見せ＝前の競走が終わった直後に行なわれる、次の競走に出る選手の試走
（※6）一本棒＝先行選手から最後尾まで風の抵抗を避けるため一列になる状態。「一列棒状」ともいう。
上記に上げた行為はどちらもルールブックに明記されているルール違反ではなく、ただちに問題になることは滅多にないものの必ず反響を呼び、施行者側職員から注意を受けたり、選手の間でも仲間はずれにされる。また競輪場から競走のあっせん（競走参加の要請）をされなくなる事実上の制裁を受けることもある。トップスターでも時折こうした行為があり、ファンの記憶に残り語り継がれているものもある。あっせんの仕組みについては競輪選手の項を参照。
同様の選手道は競艇においても存在しているし、ロードレースにおいても暗黙の了解が多数存在している（詳しくは「ロードレース (自転車競技)」の「暗黙の了解」の項を参照）。ただ、競輪はこうした選手間の立場による要素が他の競技よりも多いとされており、これが競輪を知らない人から見た場合の予想の難解さを生んでいる側面もある。
競輪競走では選手が競走中に「競り」や「張り」として頭突き、肘打ち、体当たりなど行っているが、同じ自転車競技のサイクルスピードウェイ同様にある程度までは許容されている（ただしインターナショナルルールでは事実上規制される）。これは競輪創世紀からのルール形成において不問にされていたことが現在まで続いているもので、時より選手同士による激しい競り合いが起こる場合があり物議を醸すこともあるが、インに詰まらされた場合の脱出策や、後方から迫る選手の速度を落とすためなど戦略的に利用できる側面は大きい。明らかなルール違反であり競輪道（選手道）に反するものとして「金網ブロック」がある。これは文字通り、後方から進んでくる選手をブロックする際に、バンクの外周フェンス（金網）近くまで自分の車体を持ち上げて、相手選手をよりフェンス近くで走らせる威嚇行為である。大変に危険な行為であり、故意に相手をフェンスへ激突させた場合は悪質失格とされあっせん停止の処分等もあり得る。昔はこの行為ですら合法だったが、選手同士に遺恨を残すこともしばしばあり、ブロック行為が寛容であった時代ですらルール違反とされることになった。
競輪選手は競走のグレードに対応した競走得点、マイナス計算となる失格点等によって「級班付け」が行われる。最下層のクラスで点数順位が下位となれば事実上競輪選手としての資格を剥奪される。したがって、「点数がかかっている」選手がいる場合はラインでここぞとばかりに結束し、点数勝負の選手に勝利をもたらそうとするケースがある。その際は要注意であるとともに、ことギャンブルという視点で捉えた場合、チャンスでもある。

### 競走格付け
競輪の競走格付けにはグレード制が採用されており、上位のグレードから以下のように分類される（本来の数字表記はローマ数字）。下位の競走を勝つことが上位の競走への出場に繋がるよう設計されており、各選手は年末に開催されるKEIRINグランプリ（男子）またはガールズグランプリ（女子）を目標に1年のシーズンを戦う。正しくは「グランプリ」及び「グレードn」だが、略して「ジーピー」「ジーワン（ツー、スリー）」「エフワン（ツー）」と呼ばれる。
- GP - KEIRINグランプリ、ガールズグランプリそのものを指す。男子はS級のトップ選手9名が[207]、女子はトップ選手7名が、それぞれ最高額の優勝賞金をかけて戦う。
- GI - 選考基準に合致したトップ選手が出場する。男子のGIは6大会あるが、いずれも出場できるのは108名〜162名（大会による）のみのため、S級1班所属であっても出場できないこともある（逆に、S級2班所属でも条件を満たせば選考されることもある）。優勝者はKEIRINグランプリの出場権を優先的に獲得する[207][208]。6日制が4大会、4日制が2大会実施されている。女子は4大会あるが、うちオールガールズクラシック、女子オールスター競輪が42名（前半のレースで行われるアンダーカードは別枠）、その他2大会は男子のGIとの併催のため28名のみが出場でき、こちらも優勝者はガールズグランプリの出場権を優先的に獲得する。女子のGIはいずれも3日制。グレード制施行前は「特別競輪」と呼称。
- GII - 男子のみ、4大会が実施されている。GI同様選考基準に合致した選手が出場する。GIとは異なり優勝してもKEIRINグランプリの出場権は獲得できない。4日制が3大会あるほか[209]、若手選手によるヤンググランプリは単発レースであるがGII格となっている。グレード制施行前は「準特別競輪」や「特別記念競輪」と呼称。
- GIII - 男子のみ。S級の選手が出場[207][208]。開設記念競輪などがこれに該当する。4日制[207]で実施されるものがほとんどだが、2024年より実施されているミッドナイト競輪でのGIIIは3日制で行われているほか、2025年は3日制開催のデイ・ナイターも実施予定。なお、ナイターGIIIでは女子戦も併催されるが、その格付けはFIIである。
- FI （S級シリーズ） - S級の選手とA級（1・2班）の選手が出場[18][208]。3日制であるが、年間日程の都合による4日制FIが稀に実施
- FII （主に一般競走） - A級の選手が出場[18][208]。ただし全日本プロ選手権自転車競技大会記念競輪はS級が出場する。

女子（ガールズケイリン）は上記の通り、GP・GIないしFIIのいずれかに出場する（男子がGII、GIII、FIでも女子は全てFIIとなる）。ガールズケイリンの開催を含む場合は、日程表には❤または❤（ハートマーク）が付されている。3日制であるが全プロ記念競輪は2日制、レインボーカップ等単発のFIIレースもある。

### 開催
月をまたぐ開催については、「1開催で日数が多く含まれる方の月」を、「日数が半々の場合は前の月」を、開催月としている。そのため、厳密に言えば各年とも上期の開催は前年12月31日を、下期の開催は6月30日を、それぞれ初日とする開催が期初となっている。
経済産業省の自転車競技法施行規則では、1競輪場・1施行者につき1年で24開催・1開催8日間・144日間まで開催できることになっているが、実際にはこの上限より少ない開催数となっている。
令和5年度現在、競輪の開催日数は、基本的に1つの競輪場ごとに15節・46日の実施としている。この1節は前記の開催とは一致するものではなく、正式な"1開催"を"前節"・"後節"と分けて実施するケースがある。
1節の開催日数は基本的に3日間となっており、競艇やオートレースと異なり全国的に統一されている。GIII（及び、男子GIIIに付帯して実施されるガールズ節）は基本的に4日間（ミッドナイトGIII及び2025年度より開催される前後節制GIIIは各節3日間）。GIIは4日間（そのほか、単発レースのヤンググランプリもGII格付け）。GIは男子戦は6日間と4日間、ガールズのGIは3日間開催で実施される。
選手は6日制のGIを除き、各開催日1日につき1走する（6日制GIの場合は開催中に出走がない日があり、日本選手権競輪は6日で4走、高松宮記念杯・競輪祭は6日で5走、オールスター競輪は4走の選手と5走の選手に分かれる）。
基本的に、1節間を通したトーナメントを行い、各選手は最終日の決勝戦での勝利（優勝）を目指して参加する。一般的に1日の開催は、男子S級・A級・A級チャレンジ・ガールズL級のトーナメントのうち1～3つにて構成される。例えば、1日全12レースのうち、A級トーナメントを5レース、ガールズL級を2レース、S級トーナメントを5レース実施するという形で、A級・L級・S級それぞれの優勝者を決定する。
開催の勝ち上がり方式も、GIII以下においては全国で統一されている（GI・GIIはそれぞれの大会ごとに設定されている）。下記はもっとも一般的な勝ち上がり方式を記載する。
男子S級とA級1・2班では、開催初日は、各級1班の選手のうち成績（4か月間平均競走得点）上位者1レース分が「初日特選」に出場し、その他の選手が「予選」に出場する。初日特選の出場選手は全員、さらに予選の上位着順者が2日目の「準決勝」に進出する。さらに「準決勝」上位者が3日目の「決勝」に進出する。GIIIの場合は初日の「初日特選」出場全員と「一次予選」上位者が2日目の「二次予選」に出場し、その上位が3日目の「準決勝」へ、4日目の「決勝」へと進出する。
A級3班（チャレンジ）には「初日特選」がなく、全員が初日は「予選」に出場し、2日目の「準決勝」、3日目の「決勝」へ進んでいく。
L級（ガールズケイリン）は男子とはレース体系が異なり、初日は「ガールズ予選1」、2日目は「ガールズ予選2」に全員が出場する。このガールズ予選はポイント制となっており、予選2日間の獲得ポイント上位7名が3日目の「ガールズ決勝」に出場し、優勝を争う。決勝に進めなかった選手は「ガールズ一般」に出走する。ナイターGIIIでは4日間開催で行われ、この場合は予選2日間の獲得ポイント上位者が3日目の「準決勝」に出場し、その上位が4日目の「決勝」へと進出する。このほか、L級でもGIと一部の開催では男子と同様のトーナメント戦も行われており、この場合は予選の上位者が準決勝、決勝へと進出する。
2025年より実施されるKEIRIN ADVANCEでは、ガールズケイリン同様、初日は「アドバンス予選1」、2日目は「アドバンス予選2」に全員が出場し、着順に応じた獲得ポイントの合計で最終日の決勝進出者を決める。
1日に行われるレース数は前述の通り最大で12レースであるが、昼間とナイターのFII開催は最大11レース、ミッドナイト競輪は最大9レース（3場同時開催の場合は基本的に最大7レース）、モーニング競輪は最大7レースで実施される。

#### 開催の時間帯
競輪の開催時間帯は、従前より行われていた昼間開催、1998年にスタートしたナイター開催に加え、2011年にスタートしたミッドナイト競輪、2012年にスタートしたモーニング競輪の4つに区分される。ボートレースのような各場ごと年間を通して同じ時間帯でレースを実施するのではなく、それぞれの競輪場毎に2～4つの時間帯の開催パターンを持っている。
それぞれの特徴を下記に述べるが、10時台はモーニング競輪と昼間開催、16時台は昼間開催とナイター開催が重複するが、ナイターGI（2018年より朝日新聞社杯競輪祭「KEIRINフェスティバル」・2021年よりオールスター競輪「KEIRINライジングスターズ」）開催日はナイターGI開始前に昼間開催を終えるスケジュールで行われている。
- モーニング競輪 8時30分（冬季は8時50分）より10時40分（2024年度までは12レース制開催もあり、この場合は13時台が最終レース）。FII開催のみ実施。観客の入場については、全レース有観客・全レース無観客・開催途中で開門とそれぞれのパターンがある。
- 昼間開催 10時台～16時台までに実施。KEIRINグランプリシリーズ開催をはじめ、GIのうち男子4・女子1開催、GIIのうち3つ、および多くの記念競輪を含めた開催を実施。ナイター開催が多い競輪場でも記念競輪のみ昼間開催という場もある。有観客で開催。
- ナイター開催 15時台～20時30分に実施。GIのうち男子2・女子3開催、GIIサマーナイトフェスティバルがナイター実施。GIIIは数場の記念競輪及びそのうちいくつかの開催場では年度にもう1度ナイターGIIIが実施されるが、これは場外車券売場の中にグレードレース開催日でも昼間開催の時間で発売を終了するところがあり、それによる売り上げ減が起こるための補填としている。有観客で開催。
- ミッドナイト競輪 20時40分より、最も遅い競走は23時30分に発走。基本的にFII開催だが、年に数開催のみFI開催、さらにGIII開催も行われるが、ミッドナイト競輪ではGIIIも7車立てで行われる。無観客で開催。

2024年度までは、昼間・ナイター開催の発走時刻は競輪場が独自に決定しており、レース間隔もまちまちで、同一時刻に複数場のレースが発走する例も見られた。2025年度より発走時刻は昼間・ナイターそれぞれの同時開催場間で調整され、そのようなことのない方式にて行われる。

### 都道府県コード
KEIRIN.JPの「データ検索」や「出場予定選手一覧」における順序は、以下の通り。
この地区については、1962年～2007年に存在した各地区の自転車競技会の管轄に基づいている。
現在はJKAの組織としてはこの8地区での区分はなくなっているが、日本競輪選手会の地区本部はこの8地区で組まれ、地区プロ自転車競技大会もこの8地区をもって行われるなど強く関わっており、特にライン形成においては最も基本となるものである。オールスター競輪ファン投票の選手リストや、全日本選抜競輪の出場選手選抜でも、この8区分が継続されている。
この地区分けは、競輪を所管する経済産業省の地域支局である経済産業局の区分けとおおむね等しい。
一般的な都道府県コードとは、地区区分や順序が異なる。略称は、スポーツ新聞の出走表などにおける、一文字略記。●は2文字目を使用。2023年時点では、鳥取・島根の所属選手はいない。
| 地区      |    | 県     | 略称 |
| --------- | -- | ------ | ---- |
| 北 日本 7 | 11 | 北海道 | 北   |
| 北 日本 7 | 12 | 青森   | 青   |
| 北 日本 7 | 13 | 岩手   | 岩   |
| 北 日本 7 | 14 | 宮城   | 城●  |
| 北 日本 7 | 15 | 秋田   | 秋   |
| 北 日本 7 | 16 | 山形   | 形●  |
| 北 日本 7 | 17 | 福島   | 島●  |
| 関東 8    | 21 | 茨城   | 茨   |
| 関東 8    | 22 | 栃木   | 栃   |
| 関東 8    | 23 | 群馬   | 群   |
| 関東 8    | 24 | 埼玉   | 埼   |
| 関東 8    | 25 | 東京   | 東   |
| 関東 8    | 26 | 山梨   | 梨●  |
| 関東 8    | 27 | 長野   | 野●  |
| 関東 8    | 28 | 新潟   | 新   |
| 南 関東 3 | 31 | 千葉   | 千   |
| 南 関東 3 | 32 | 神奈川 | 神   |
| 南 関東 3 | 33 | 静岡   | 静   |

| 地区   |    | 県     | 略称 |
| ------ | -- | ------ | ---- |
| 中部 5 | 41 | 愛知   | 愛   |
| 中部 5 | 42 | 岐阜   | 岐   |
| 中部 5 | 43 | 三重   | 三   |
| 中部 5 | 44 | 富山   | 富   |
| 中部 5 | 45 | 石川   | 石   |
| 近畿 7 | 51 | 福井   | 井●  |
| 近畿 7 | 52 | 滋賀   | 滋   |
| 近畿 7 | 53 | 京都   | 京   |
| 近畿 7 | 54 | 奈良   | 奈   |
| 近畿 7 | 55 | 和歌山 | 和   |
| 近畿 7 | 56 | 大阪   | 大   |
| 近畿 7 | 57 | 兵庫   | 兵   |

| 地区   |    | 県     | 略称 |
| ------ | -- | ------ | ---- |
| 中国 5 | 61 | 鳥取   | 鳥   |
| 中国 5 | 62 | 島根   | 根●  |
| 中国 5 | 63 | 岡山   | 岡   |
| 中国 5 | 64 | 広島   | 広   |
| 中国 5 | 65 | 山口   | 山   |
| 四国 4 | 71 | 香川   | 香   |
| 四国 4 | 72 | 徳島   | 徳   |
| 四国 4 | 73 | 高知   | 高   |
| 四国 4 | 74 | 愛媛   | 媛●  |
| 九州 8 | 81 | 福岡   | 福   |
| 九州 8 | 82 | 佐賀   | 佐   |
| 九州 8 | 83 | 長崎   | 長   |
| 九州 8 | 84 | 大分   | 分●  |
| 九州 8 | 85 | 熊本   | 熊   |
| 九州 8 | 86 | 宮崎   | 宮   |
| 九州 8 | 87 | 鹿児島 | 鹿   |
| 九州 8 | 88 | 沖縄   | 沖   |
| 外国   | 99 | 外国   | -    |

## 歴史
各名称は、当時のもの。

### 自転車競走の発展
明治時代の自転車業界紙記者であった真壁仁のメモによると、1895年（明治28年）7月4日、横浜クリケットクラブのトラックで行われた自転車競技が、記録に残る上での日本初の自転車競走と言われている。また、日本人が自転車競走に参加したのも同年、との記録がある。1897年（明治30年）春に不忍池において開催された大会では参加者約20名、優勝者は当時圧倒的な強さを誇った鶴田勝三であった。
その後、1905年（明治38年）以降、報知新聞など新聞社各社が主催し自転車業界が育てたノンプロ選手が宣伝のために走るという自転車競走が活発に行われるようになる。日本において自転車競技のノンプロ選手第一号は小宮山長造であった。このように、戦前はロードレースを中心に盛んに行われ、中には競走用自転車で全国各地を転戦する者もいた。

### 競輪の誕生
太平洋戦争終結後、競輪は公営競技として開催されるようになった。元満州国官吏（後に国策会社の社員となる）の海老澤清（海老澤清文）と、久留米連隊に所属し後にGHQで働くことになる元陸軍大尉の倉茂貞助（本名は倉茂武）の2人が、東京の有楽町に「国際スポーツ株式会社」を設立したことで始まる。
当初は第二次世界大戦敗戦に伴う大陸や南方からの引揚者に、宝くじでの収益をもとに住宅建設構想を練っていた海老澤の思惑と、湘南海岸に一大レジャーランドの建設を構想し、世界屈指の観光地とする構想を描いていた倉茂の思惑がそれぞれあったが、海老澤が構想を描いていた「住宅建設宝くじ」を取り入れる形で、「自転車産業の復興とサイクルスポーツの振興」を大義名分として、戦前は日本各地で人気を博していた自転車レースを競馬に倣って賭けの対象にし、その収益金をもとに戦後復興に役立てることはできないものかと考え出されたのが後の競輪であった。もっとも、後の競輪を国際スポーツ株式会社の運営で行うのは不可能と分かり、立法として取り上げてもらうべく働きかけた。
2人は、後に日本自転車振興会連合会会長となる、日本社会党所属の代議士であった林大作と出会うことになる。林は戦前、三井物産の社員であったが、財閥解体と貿易国営を主張したものの受け入れられずに1942年（昭和17年）に退社。その後交易営団に移り、1947年（昭和22年）4月25日に行われた総選挙で当選を果たした。前述の通り、三井物産時代に貿易国営を唱えており、国家事業の重要性を考えていた林は2人の提案を気に入り、その話を当時の日本社会党委員長でもあった片山哲首相に提言したところ、片山も「それは面白い」と乗り気になり、やがて日本社会党の中央執行委員会も同意して法案作りへと進むことになった。
しかし、この草案に対して、GHQがいったんは許可を下ろしながらも、すぐさま白紙撤回する騒ぎとなった。GHQが説いていた地方分権に相反すると思われたからである。それに対して日本社会党は、GHQの地方分権案に同意。それによりGHQも草案を認め、自転車競技法として国会審議へと入った。1948年（昭和23年）6月26日に衆議院本会議で可決し、参議院へと法案が送られたが、同年7月1日、自転車競技法は参議院でも可決し成立。同年8月1日より施行されることになった。
敗戦直後の1946年（昭和21年）、気持ちが暗く沈んでいた日本国民を明るくしようと、第1回国民体育大会が近畿各地で開催される。その国民体育大会は1948年（昭和23年）10月に第3回が福岡県で開催されることとなったが、人気のない自転車競技のためだけに莫大な経費が嵩む自転車競技場を建設することには県内のどの自治体も及び腰であり、自転車競技の開催が危ぶまれるという事態に陥った。その中で、小倉市（当時）は地元の小倉中⇒小倉高が1947年、1948年と夏の甲子園を連覇したこともあって野球への人気が高まる中で野球競技を誘致したかったものの、その希望を通すには不人気だった自転車種目も引き受けざるを得ず、「人気種目の野球を小倉市で開催する」ということを条件に、抱き合わせする形で自転車競技場の建設に名乗りを挙げたのだった。ただ、周長500メートルのバンクを急ごしらえするために、終戦から間がなく物資難の中でセメントなど資材をかき集めて作ったため総工費が2000万円にも上ってしまい、小倉市は資金難に陥ってしまう。
一方で、レジャー事業を起こそうと倉茂貞助は1948年夏に競輪の法整備に奔走した。ちなみにその間、既に大宮市（当時）にバンクがあった埼玉県に競輪開催を打診したが、断られている。そして、倉茂氏と、小倉市の財政を立て直したい意向を持っていた当時の小倉市長・浜田良祐の思惑が合致したことで、同年の小倉にて競輪の初開催に至った。。
その後、自治体の戦後復興費用捻出および自転車産業の発展を目的として自転車競技法が1948年（昭和23年）8月に成立。同年11月20日、地方の財政健全化と経済情勢全般の健全化、自転車産業の振興を掲げ、国体会場でもあった小倉競輪場において第1回の競輪競走が開催され、ここに競輪が誕生した。そのため毎年11月20日は競輪が始まった日であることを記念し、『競輪発祥の日』として一般社団法人日本記念日協会により正式に記念日登録もされている。
第1回の小倉競輪競走では、単勝式と複勝式の2種類の車券が発売された（連勝式の発売は、同年12月11日に開催された大阪府営府大競輪場（大阪住之江競輪場）が最初）。車券売り上げの中から25%が控除され、更にその中から必要経費を差し引いた額が自治体等の財源となるわけだが、ノウハウもなく全てが手探りの状態で始められた小倉競輪はいきなり赤字となる可能性もあり、税収が殆どなく職員に支払える給料もままならなかった時代では正に競輪開催そのものが賭けであったという。
第1回小倉競輪は予想を上回る成功をおさめ、財政難打開の手段として 競輪を開催しようとする動きは他の地方自治体へ波及し、第1回小倉競輪以降の2年間で50以上の競輪場が建設され、1953年開設の静岡まで63の競輪場が開設された。
だが主催者が不慣れであった点、選手へのルールや理念の教育の不足、GHQが全国的な運営母体を認めなかった点などから運営の不手際が生じ一時は中止に追い込まれるなど波乱の歴史を持つ。
この立法・運営側の曖昧さ、競走自体においても風圧を受けるトップが不利を蒙るという特殊な面が、逆に観客と選手による独自のローカルルールを生んだ。今日の公営競技において「競輪道」と呼ばれる精神性を語らせては競輪の右に出るものはないが、反面「わかりづらい」「情実優先の展開レース」という批判も根強い。
しかし、作家の阿佐田哲也（色川武大）はこの競輪の特殊性故に「競輪こそギャンブルの王様」と呼んでいる。

### 爆発的人気と相次ぐ暴動事件
競輪が誕生した1948年（昭和23年）当時、国営競馬（中央競馬の前身）の控除率（俗にいう「寺銭（テラゼニ）」）が34.5%であったのに対し、競輪の控除率は25%と低く抑えられた。そうした背景も手伝って、国営競馬が不振をかこつ状態だったのに対し、競輪は爆発的な人気を博すようになった。また、初期の頃は選手の力量に対するファンの認識が薄かったことや選手の力量にもムラがあったため、1万円以上のいわゆる「大穴」の配当が毎日続いたことでファンが夢中になり（その頃の競馬では1万円以上の配当は滅多に出なかったという）、中には嬉しさのあまり脳出血で倒れ、競輪場近くの病院に搬送されるも間もなく死亡したファンもいた、と記された書物もある。

しかし、その一方で、客が自転車競技の特性を理解しきれていなかったという背景も手伝い、1949年（昭和24年）に発生した大阪住之江競輪場での事件を端緒に、しばしば暴動事件 が発生する事態となったことで、新聞を中心としたマスメディアの批判も強くなっていった。とりわけ1950年（昭和25年）に鳴尾・川崎の両競輪場において起こった騒擾事件は激しい非難を浴び、競輪廃止論議が世論を賑わせることになる。特に鳴尾での騒擾事件は大きく尾を引き、競輪は2か月間開催を全面的に自粛せざるを得なくなっただけでなく、吉田茂内閣に至っては競輪廃止を閣議了承したほどであった。
だが結局は競輪廃止論議は閣議段階で踏み留まり、通商産業省（当時）の勧告により、当面の開催継続と引き換えに施設の耐火性向上（コンクリート化）工事や選手の資格再検討などが行われた。
1951年（昭和26年）の国会において日本共産党が提出した競輪廃止法案が否決されるに至ったことで、競輪は以後も開催が続けられていくことになる。
- 「競輪」の言葉を考え出したのは、当時毎日新聞西部本社小倉支局に勤めていた新聞記者の山本鹿雄。競輪が始まった当初は「きょうわ」または「きょうりん」と呼ばれた[† 64]が、実のところ当時は関係者の間でも必ずしも統一されておらず、読み方の混乱が長く続いた（世間では「きょうりん」が趨勢であった模様[229]）。ただ、この鳴尾事件が発生した時に、世間では競輪を「狂輪」や「恐輪」などと揶揄するようになったことをきっかけに、鳴尾事件後の1951年以降、今の「けいりん」が定着したと言われている[229]。

だが、その後も断続的に暴動事件は発生した。中でも1959年（昭和34年）6月23日、松戸競輪場第5レースの着順判定を巡って「八百長騒動」が発生したことにより、施設破壊などの事態を招いたばかりか、主催者側が騒いだ一部の客に対し、「車代」と称して1人あたり1000円を渡していたことが発覚（松戸事件） した事件をきっかけに、断然人気の白鳥伸雄の競走中止に対する件が発端となった1960年（昭和35年）9月13日における西武園競輪場での事件や、人気の中心となった笹田伸二のトップ引きにかかる1968年（昭和43年）4月11日における川崎競輪場での事件など、鳴尾事件に匹敵するほどの大規模事件も発生した。
平成に入ると大規模な暴動事件はなくなったものの、それでも1993年（平成5年）7月31日には第9回全日本選抜競輪の場外車券を発売していた岸和田競輪場にて、第2レースで9人中8人が失格するという異常事態に端を発した暴動騒ぎが起きたほか、2000年（平成12年）2月11日には立川競輪場にて、当日開催されていた「アシアナカップ」決勝で係員が残り周回を間違えて誤打鐘をした事に対しファンが立て篭もる事件が発生するなどのトラブルは起きている。

### 相次ぐ競輪場の廃止
鳴尾事件以後も、断続的に発生する暴動事件を起因とする、マスメディアを中心とする競輪への強い風当たりが続いた。そんな折、1955年（昭和30年）1月にときの農林大臣河野一郎が群馬県前橋市で行った記者会見の席上「競馬は、土曜、日曜、祭日以外は開催しないことを閣議で提案する」という発言を行ったことが波紋を広げ、翌日の定例閣議で申し合わせがなされたが、当時の通産大臣石橋湛山が「河野発言」を了承することにより、競輪も競馬と同調することになった。
河野のこの発言を受け、当時大阪府知事だった赤間文三は、原則土日に開催が限定されることによる売り上げ減少を懸念し、1956年度以降の大阪府主催の競馬、競輪の開催を中止する旨を表明。これに伴い、府営豊中競輪場は1955年6月限りで廃止されることになった。競輪場の廃止例は、当時既に松本競輪場（1951年）・松江競輪場（1953年）で見られたが、いずれも経営不振によるものであり、政治的な理由による廃止は豊中が最初であった。
その後、近畿地区で競輪場の廃止が相次いだ。まず1958年（昭和33年）、京都市営競輪場が市議会の賛成多数により廃止を決定。さらに当時の兵庫県知事・阪本勝も兵庫県営ギャンブルの廃止を表明したことから、1960年（昭和35年）12月に神戸競輪場が、1961年（昭和36年）3月に明石競輪場がそれぞれ廃止された。また、大阪市営中央競輪場も、1959年（昭和34年）に大阪競馬場が廃止されたことを踏まえ都市公園として整備する方針を打ち出したことから、ときの大阪市長中井光次は1962年（昭和37年）3月をもって廃止を決定した。このほか大阪住之江競輪場も1964年（昭和39年）に休止（事実上の廃止）となり、大阪市内に存在した2つの競輪場が消滅した。
近畿地区以外にも政治的な理由による廃止が相次ぎ、札幌競輪場（1960年開催廃止）・福岡競輪場（1962年廃止）・会津競輪場（1963年休止）・長崎競輪場（1966年開催廃止）がそれぞれ姿を消した。
そして、この一連の流れは、当時「競輪のメッカ」を標榜していた後楽園競輪場にも飛び火する。

### 後楽園競輪場の休止
1967年（昭和42年）4月15日に行われた東京都知事選挙で、日本社会党・日本共産党が推薦した美濃部亮吉が当選し、史上初の革新系都知事が誕生した。美濃部は東京都が主催していた各公営ギャンブル（後楽園競輪場・京王閣競輪場・大井競馬場・大井オートレース場・江戸川競艇場）の廃止を公約に掲げていた。
後楽園競輪場は現在東京ドームが建っている場所にあり、1949年（昭和24年）11月に誕生。東京の都心部に位置する文京区という抜群の立地条件も手伝い、開催すれば常時スタンドは満員、とりわけ全国争覇競輪が開催されればスタンドに入りきれない観客で溢れ返り、車券も満足に買えない状態が恒常化していた。そして、1960年（昭和35年）11月3日に行われた第15回全国争覇競輪決勝戦の開催日は推定約8万人の観客で溢れかえり、スタンド内でもすし詰めとなった約1500名の観客が走路内へなだれこみ、決勝戦は走路内にも観客を入れてレースを行うという異例の事態となった。このため警備不能を理由に、引き続き1961年（昭和36年）の第16回大会の開催も決定していたにもかかわらず、東京都が開催を返上したばかりか代替地も決まらず、1963年（昭和38年）3月に一宮競輪場で再開されるまで、全国争覇競輪の開催が行われなくなってしまった。つまり、後楽園以外に全国争覇競輪の開催はできない、ということが、当時の競輪界の「常識」となっていたのである。実際のところ、一宮で行われた後、再び後楽園で1968年（昭和43年）の第22回大会まで毎年、全国争覇競輪から名称を改めた日本選手権競輪が開催されていた。
このように、後楽園競輪の売上は1960年代に競輪総売上の10%近くを占めるほど大きなものであったため、後楽園は「競輪のメッカ」と標榜された。だが、当時毎年のように競輪が売上を増加させており東京都の財政に寄与し続けた背景があったにもかかわらず、美濃部は「競輪などの公営ギャンブルの売り上げで学校などが建設されるということについて、果たして子供たちは望んでいることなのだろうか」と訴え、都営ギャンブル廃止を公約に掲げた。また上述の通り、大阪府などの自治体が既に公営ギャンブル廃止を実現させていたことも追い風となっていた。
1969年（昭和44年）1月、美濃部は正式に都営ギャンブル廃止を表明し、同年11月に開催が予定されていた日本選手権競輪の開催を返上した。さらに美濃部は、1972年度限りで後楽園における都営開催を終了することを表明。これにより後楽園競輪場は1972年（昭和47年）10月に開催を休止、翌1973年（昭和48年）3月をもって全面休止された（後楽園競輪は現在も「休止」扱いであり、廃止されたわけではない）。その後同地ではバンク内に水が注入され、スイミングプールとしての役割を果たした後に解体され、1988年に日本初の屋根つき野球場「東京ドーム」として再建された。
その他の旧都営公営競技場は、まず大井オートレース場が後楽園競輪場と同様に1973年3月で閉場したが、代替場として伊勢崎オートレース場が引き継ぎ、1976年（昭和51年）10月6日に開場した。また京王閣競輪・大井競馬・江戸川競艇はその後、主催者を変更させて現在も存続しており、結局は後楽園競輪場だけが代替地も用意されず消滅した。
東京ドームには地下に400mバンクが格納されており、競輪開催も可能ではあるが、地域住民の反対など様々な事情があり、現在に至るまで競輪開催は再開されていない。2003年（平成15年）6月に石原慎太郎東京都知事が石原都政の中で「後楽園競輪」復活構想を掲げたが実現はしなかった。

### 衰退の流れ
後楽園競輪の廃止は当時の競輪界に大きな打撃を与えたが、昭和40年代に入ると競艇の総売上が次第に競輪に迫る勢いを見せるようになった。1965年（昭和40年）度を見ると、競輪は競艇を含めた他の各公営競技団体の倍ほどの総売り上げを計上していたが、その後、競輪自身も売り上げを伸ばしていくものの、伸び率は鈍化していく。対して競艇は昭和40年代前半以降毎年度10%以上の伸び率を見せ、1973年（昭和48年）度頃には競輪と肩を並べた。同時期に発生した第一次オイルショックの影響により1972年度以降は伸び率も鈍化したが、1975年（昭和50年）度の年間総売上で競艇が競輪を逆転した。その後も現在に至るまで競艇が競輪の総売上を下回った年度は一度もなく、実に2倍以上もの差がついている。
また総入場人員においても、昭和40年度は競輪が約2800万人を記録し競艇に倍以上の差をつけていたが、その後競艇が差を詰めてゆき、1975年（昭和50年）度に競輪を逆転した。
競艇に逆転された原因として、競艇が施設改善や投票券の機械化を急ピッチで進めたのに対し、
- 当時は創世紀時代に建設された施設をそのままにしているところが多く、場内も「鉄火場風情」が漂っていたことから気軽に来場できるような場内環境ではなかった。
- 投票券の機械化も著しく遅れ、旧来の「穴開き式投票券」を発売している施設が大半を占めていたため発走時刻の遅れが恒常化していたなどといった問題点が一向に改善されなかった。
- さらに場内の風紀浄化も著しく遅れており、場内に闊歩していたノミ屋を排除する動きは1985年2月に高知競輪場で発生した暴力団抗争事件以降本格化するが、他競技では既に着手していた。

などが挙げられる。
それでも、総売上は1980年（昭和55年）度まで競輪も対前年比増を何とか記録していたが、1981年（昭和56年）度に中央競馬を除く各公営競技が揃って前年割れを記録した。

### KPK制度導入
上述した通り、競輪人気にかげりが見えてきた原因は、度重なる暴動事件や施設の老朽化に加え、機械式発券機導入・場内浄化の著しい遅れなどもあるが、ギャンブルとしての競技運営面においても問題点を抱えていたことも挙げられる。
1967年（昭和42年）以降、競輪選手の級班制度はA級（1 - 5班）・B級（1 - 2班）の「2層7班制」となっていたが、当時の最上位であるA級1班（A1）選手にあっせんが行われる記念開催（現在のGIII）では、A級で最下位であったA級5班（A5）と直接対決する競走も見られた。
当時のA1選手は全体で100〜120名程度しかおらず、同じA級でも実力面で大きな開きがあったため、記念開催の準決勝では「レース前から勝負は決まっている」と言われ、配当もおしなべて低配当となる競走も多くみられた。この影響により予想の楽しみが消え、「当たっても儲からない」「当たってもトリガミ（手にする払戻金が購入金額を下回ること）」という印象をファンに抱かせたことで競輪離れを招いた。一方、競艇は1競走が競輪より少ない最大6艇立てではあるが極度の低配当とはなりにくく、それが競艇に客が流れて行った一因ではないかという見方が一部の競輪関係団体から上がってきた。
こうした背景を踏まえ、1983年4月1日の開催からA級のさらに上位のクラスとして「S級（1 - 3班）」を設け、B級はそのままとしつつ、A級1 - 5班をS級1 - 3班とA級1 - 4班とに再編した「3層9班制」からなる競輪プログラム改革構想（略称「KPK」）をスタートさせた。KPKの導入により、競走は脚力が拮抗した選手による激しいレース展開へ生まれ変わった一方で、導入初期より落車・失格が急増し、配当も中配当（中穴）レベルが急増したため「車券が急激に取りにくくなった」という声がファンから上がってきた。
1975年以降、日本人のレジャー志向が「インドア」から「アウトドア」へ移行しており、本場（レース場）へ行かなければ投票券等も買えない公営競技は、都心の便利な立地に場外馬券発売所（現在のWINS）が集結する中央競馬を除き、「時代遅れのレジャー」と言われるようになった。中央競馬だけは総売上が対前年比増を継続していたが、それ以外の4団体は1981年度以降、軒並み前年割れを続けていった。

### KEIRINグランプリの創設
KPKが売上回復の起爆剤となりえていない実情を踏まえ、競輪関係団体は1985年（昭和60年）に5番目の特別競輪として全日本選抜競輪を新設したが、それでも満足な結果は得られなかった。そこで、通商産業省内部において、より画期的なレースを行えないかという構想が浮上し、当時の同省車輌課長だった西川禎一が、S級1班（S1）のトップクラスだけを選抜した競走を同年末に行うという案を提案した。
当初の計画では、まず東日本地区と西日本地区の各競輪場で予選競走を各1個行い、上位の9選手による決戦競走を行うというものであった。しかし年末の開催には時間的な制約があったため、当時の競輪では考えられなかった一発勝負の競走を、集客が見込める首都圏の競輪場で行うという案に収斂し、1985年12月30日に立川競輪場にてKEIRINグランプリ'85の開催を行うことを内定した。
11月に行われた競輪祭の全日程終了後に正式発表がなされた。当年の特別競輪優勝者・世界自転車選手権優勝者に競走得点上位者を加えた9名による一発勝負の競走が、優勝賞金1000万円をかけて行われることになった。
決定から当日まで期間がなかったため、全国での場外発売体制は極めて不十分だったが、立川競輪場は約4万人のファンでごった返した。また売上も立川市の希望額を上回り、KEIRINグランプリだけで約12億円を計上した。
また、1985年度の総売上対前年比も4年ぶりに増加し、1991年度まで対前年比増を続けた。しかし、売上に見合わぬ賞金体系が維持されたままとなっていたことは、その後日本競輪選手会との間に深刻な対立を発生させた。

### KEIRINグランプリ'89の中止
1985年（昭和60年）のプラザ合意に起因する円高不況の反省から、政府の内需拡大策が功を奏し、1988年頃から日本経済は空前の好況となった。ひいては後にバブル経済へと突入することになり、競輪の売上げもバブル景気期には前年対比2桁の売上げ伸び率を記録することになった。
そんな中、1984年にまず中央競馬がグレード制を導入し、1988年には競艇も追随してビッグレースの拡充を図るとともに、賞金総額も大幅に引き上げられた。その一方、競輪の賞金総額は前年度売上見通しの3%が賞金に充てられる「3%ルール」に長年拘束され、とくに競艇選手との賞金格差が拡大する傾向にあった。
これに対し日本競輪選手会は理事長片折行の強力なリーダーシップのもと賞金総額の大幅引き上げを求め、それが認められない場合は「1989年のKEIRINグランプリシリーズに、誘導員を出さない」とする強攻策を打ち出した。基本的に「先頭固定競走（後述）」を採用している競輪では誘導員を出さなければ競走が行えず、このことはKEIRINグランプリの開催もできないことを意味していた。選手会側は全国競輪施行者協議会（全輪協、競輪主催者たる自治体が構成する団体）らと12月25日まで話し合いの場を持ったが折り合いはつかず、結局同年のKEIRINグランプリは中止された。会場だった立川は前年の1988年に、全国の競輪場で初めて大画面映像装置を設置していた。
この事態を受け、1990年に大宮競輪場での記念開催中止を回避するため施行者側が譲歩し、賞金総額の大幅アップが認められた。同時に「3%ルール」も事実上撤廃された。

### 相次ぐ借上施行者の撤退
日本経済は1991年（平成3年）頃からバブル景気が下降線をたどり、長い不況に突入する。この影響を受け、競輪の売上も1991年度を境に下降線をたどり、その後2014年度まで対前年度比で漸減を続けた。
この影響を真っ先に受けたのが、普通開催（現在のFIIに相当）であった。普通開催については当時、競輪の主催権を持つ自治体以外に、特定の開催だけ主催権が与えられた「借上施行者」と呼ばれる自治体の主催が少なくなかったが、1992年以降は売上が急速に落ち込み赤字に転落する自治体が急増し、ひいては自治体の財政運営にも悪影響を及ぼすとして、これらの借上施行者は相次いで撤退していった。このことは主催権を持つ自治体にも過重な負担を強いることとなり、1990年代の終盤には各施行自治体が売上が見込める記念競輪の広域場外発売拡大や、S級シリーズの開催数増加を要求する流れとなっていった。
しかし、S級の選手数はKPK導入時のまま（概ね430名）に据え置かれており、急増するあっせんをこなせず体調不良から直前欠場するS級選手が急増し、ひいてはKPK制度そのものが破綻寸前の状態となっていた。そこで1999年初頭に関係5団体はグレード制の導入やB級の廃止、S級選手の大幅増加に伴うS級シリーズの開催数増加、場外発売を拡大するため記念開催を1節4日間制とする新番組制度改革の概要を公表した。
しかし、片折体制下が続く日本競輪選手会はB級廃止に難色を示し、当初は上記の番組改革に消極的な姿勢を取っていたが、片折が2000年に没して方針が転換され、改革案を受け入れた。その後、KPKに代わる新番組制度は2002年4月1日から本格的にスタートした。
1995年には他の開催と同様、特別競輪での失格選手も、即日帰郷となった。
1999年4月1日には全レースで枠番連勝複式と車番連勝単式の2賭式の発売方式（本場では単勝式・複勝式もあった）へ完全移行したが、2001年9月30日の立川・前橋から新賭式（計7賭式）を順次導入（2003年10月の松阪で全場完了）。同年度には「全日本選抜競輪」が読売新聞社杯に「競輪祭」が朝日新聞社杯にもなった。2002年4月にはユニフォームも9色に変更され、インターネット投票システムも運用開始された。2000年には競輪場内での酒類販売の試験導入もあった。
そんな中、競輪場の廃止論が21世紀に入って再燃もしていた。

### 西日本の3場廃止
2002年（平成14年）3月、3箇所の競輪場が廃止となった。
最初に廃止表明をしたのが門司競輪であった。2001年4月、主催者の北九州市は、同市の諮問機関である競輪事業経営検討委員会が、2010年度までに門司競輪場と小倉競輪場、合わせて約75億円の累積赤字が見込まれる背景を踏まえ、施設の老朽化が著しい門司を廃止し、ナイター開催も行える小倉競輪に開催を一本化することで収益の改善が図れるという意見書を市側に報告したことを理由に、2001年度限りでの廃止を表明した。
続いて2001年11月、兵庫県市町競輪事務組合が主催する西宮競輪と甲子園競輪がともに2001年度限りで廃止されることが決まった。
もっとも、西宮と甲子園については、主催者側が2000年度時点でいったん場内従事者を全員解雇し、日当賃金を従前の約半分となる8千円へと減額した上で希望者に対して再雇用している背景を踏まえ、最悪でも競輪選手の練習地でもあった甲子園だけは存続させる方向にあるという期待感も、廃止表明直前まで抱かせていた。その証拠に事務組合側は、同年夏に出した「甲子園一場開催案」の試算において、西宮・甲子園両場で開催した場合は2002年度 - 2005年度ですべて赤字だが、甲子園一場の場合は2002年度で3億5000万円、さらに2003年度も黒字になると報告していた。ところが、同年10月に再度収支予測をしたところ、2年間は黒字とされた甲子園単独でも2年目から赤字転落の見通しとなり、さらに黒字予想だった本年度でさえ赤字に転落する見込みになったため、甲子園一場での存続も無理との判断を下した。
西宮、甲子園の廃止は、「急転直下」ともいえる事務組合側の結論となったため、甲子園競輪場の施設会社であった甲子園土地企業、近畿自転車競技会、日本競輪選手会が相次いで事務組合を相手取って損害賠償訴訟をする動きが見られた。また、西宮競輪場の施設会社・阪急電鉄は当初、事務組合側との調停を申し出ていたが、事務組合側がその意向に沿わないため、廃止から2年後にあたる2004年に損害賠償訴訟に踏み切った。しかし、いずれのケースも事務組合側の勝訴となった。

### 新制度へ大幅移行も衰退の流れ止まらず
2002年（平成14年）4月3日の開催（1-2日は開催無し）より、KPK制度に変わる新番組制度が実施されることになった。2層5班制（S級1-2班、A級1-3班）でB級を廃止してS級選手を大幅に増加させることにより、S級シリーズ（FI）を年間8節へと開催を増加させる一方、長らく前後節制を取ってきた記念開催（GIII）については広域場外発売を行いやすくするため、1節4日間制に改められた。さらに車番重視の新賭式導入に伴ってユニフォームも刷新、5・7・9番車も単色になった。しかし、これらの改革を以ってしても、競輪の売り上げ向上には繋がらなかった。そのため、後述の豊橋競輪の騒動が発生した。前年にはグレード制導入で全日本選抜の時期が下がったため競輪祭が実施されずこの年から1月開催へ変更されたり、KEIRINグランプリ02の出場基準にグランプリポイント制度（1回限りで廃止）が用いられたり、移行の混乱も見られた年だった。
なお、同時に1-6月（厳密には前期6ヶ月あったのは翌年から）＝前期・7-12月＝後期の「2期制」へと変わった。2002年3月までは、4-7月＝前期・8-11月＝中期・12-翌年3月＝後期という「3期制」だった。これに伴い、新人選手のデビュー時期は従来8月だったが、2003年（88期）から7月に変更となった（年2回募集されていた間の奇数期＝93・95・97・99期は1月デビュー）。
同年10月11日、豊橋市の市長早川勝が、三連単導入にかかる投入資金に見合った売り上げが今後期待できないとして、突然の豊橋競輪場廃止表明を行なった。しかしその後、同市市議会の最大会派であった清志会などが当面の存続を訴えたことや、競輪関係団体が2005年のふるさとダービー開催を約束したことなどにより、早川は廃止を撤回した。そして、2020年度現在も豊橋競輪は開催を行なっている。
一方で記念開催の広域場外化が浸透すると、次第に各競輪場において自場開催よりも他場の場外発売に収益の柱をシフトする動きが見られるようになり、中には本場開催と合わせて、年間300日以上発売する場も続々と出るようになった。しかし、周辺地域の理解が得られず場外発売日数が著しく制限された競輪場は、一層苦境に立たされることになった。
2003年12月31日実施の競走より、牽制行為抑止の目的でイエローラインが導入された。
2005年末のヤンググランプリ05、KEIRINグランプリ05から、佐藤直紀作曲の新ファンファーレを全国で使用。
2008年に（平成20年）JKAは「平成21年度特別競輪等公告項目」として各種アンケートを実施した。
同年4月15日にチャリロトが、4月25日にKドリームスが、発売開始（重勝式投票券）。
2009年（平成21年）9月15日、神奈川県の外部組織にあたる『神奈川県競輪組合あり方検討委員会』は、花月園競輪場の廃止は妥当とする報告書をまとめ、同月18日、同場を主催する神奈川県競輪組合と主催自治体に対し報告書を提出した。理由は、2008年度時点における累積赤字が49億円に達しており、4年後の2013年度には77億円までに膨らむ見通しだからだとした。この報告書に基づき、当時の同組合管理者であった松沢成文は同年12月1日、正式に花月園競輪の廃止を決定した。花月園競輪場は当時、自場開催を除く場外発売日数が74日と少ないため、自場開催にかかる赤字分を補うことができなかった。そのため、今後開催を続けたとしても、年間約5億円の赤字が見込まれることから、廃止は妥当と結論付けられた。翌2010年3月31日が最後の開催となった花月園競輪場は、59年に亘る歴史にピリオドを打った。
四日市競輪場は通年ナイター開始という活路を見出し、包括民間委託（2002年の自転車競技法改正によって実現）も導入して黒字転換を果たした。
2011年（平成23年）頃を境に、ビッグレースにおける独立UHF局の地上波中継番組がほぼ無くなっていった（#地上波を参照）。
2011年3月11日、大津びわこ競輪場が開催廃止。
2012年3月7日、観音寺競輪場が開催廃止。
2013年5月31日には、中日新聞が一宮競輪場を2013年度末で廃止する方向で最終調整に入ったと報じた。1991年度をピークに売り上げが減少し、2009年度・2010年度は赤字を計上。2012年度も当初予測していた1億4000万円を大幅に超える見通しとなり、過去の収益金からなる繰越金も2014年度で底を尽くため。

### オートレースとの統合
2007年6月13日に公布された自転車競技法及び小型自動車競走法の一部を改正する法律により、競輪を統括していた「日本自転車振興会」とオートレースを統括していた「日本小型自動車振興会」は、2008年4月1日をもって財団法人JKAに統合された。

### 低迷打破へ、新たなレースを開催
売り上げ額は1991年度（平成3年度）には過去最高となる1兆9,533億円に達したが、その後は一貫して右肩下がりとなり、2013年度（平成25年度）にはその1⁄3程度となる6,063億円に落ち込むほど低迷した。
売り上げ額の低迷が続いていた中で、新たな起爆剤として、2011年1月14日から15日にかけて、小倉競輪場にて夜9時から11時台に無観客でレースを行うという「ミッドナイト競輪」が開催された。試験的な意味合いが強かったが、予想を上回る売り上げを見せただけでなく黒字計上したことから継続して開催されることとなり、後に小倉以外にも多くの競輪場が追随したことで、ミッドナイト競輪は2022年までで全国にある競輪場の半数を超える30場にて開催されるほどに拡大した（これらに加え、自場では実施していないが照明設備が整った他場で借り上げにて開催している施行者もあり、それらも含めると現状ではほぼ全ての施行者がミッドナイト競輪を開催している）。
ミッドナイト競輪とは逆に、第1競走の出走時刻を早めた「モーニング競輪」も岸和田競輪場にて2012年5月4日から6日にかけて初めて開催され、これも好評であることから徐々に開催場が増加している。
2012年7月からは、昭和期には女子競輪と呼ばれた女性の競輪選手による競走ガールズケイリンが開始され、女子競輪が約半世紀ぶりに復活した。女子競輪の復活には、元JKA会長である下重暁子らの尽力があった。
他に企画レースとして、開設記念競輪（GIII）の最終日における単発競走として、男子でもラインの概念を排除しトラックレースとしてのケイリンに準拠したルールで行うKEIRIN EVOLUTIONや、各地区から1名ずつ選抜された7名によるS級ブロックセブンなど、それまでなかった新たなレース形態による競走が行われるようになっている（ただし、これらは後述する新型コロナウイルス感染症蔓延拡大により現在は実施していない）。
2014年12月31日実施の競走より、高速化によるレースの単調化の防止などを目的に、ギヤ倍数範囲が規制された（男子4.00倍未満、女子3.80倍未満）。
2016年度の開催枠組みについて、各競輪場の年間開催日数を従来の19節58日から、原則15節46日とすることを競輪最高会議が承認し、縮小化が進んだ。2018年度の総開催日数は2017年度より77日多い2255日であった。
2016年より、売り上げ増を目的に、日本選手権が5月のゴールデンウイーク期間中の開催に変更された。また、10月の寬仁親王牌からは、特別競輪においては固定メンバー3名からなる審判長団が執務を担当して行くことになった。加えて、それまで日本選手権が行われていた3月には、新たなビッグレースとして、ウィナーズカップ（格付けはGII）が2017年より新設されている。
2017年4月には、競輪公式サイト「KEIRIN.JP」が大幅リニューアルもした。
2018年11月に開催された第60回朝日新聞社杯競輪祭は、GIでは初のナイターレースとなり、併せて6日間開催（うち前半3日間はガールズケイリン組み込み）・一次予選におけるポイント制が復活し、2019年以降も競輪祭ではナイター開催が継続されている。加えて、2021年のオールスターでは、6日間開催の復活と、競輪祭に次ぐナイターレース化が決定した（一次予選はポイント制が復活）。2023年の高松宮記念杯では、同大会も6日間開催を復活させることとなった。

### 低迷脱出、売り上げ額増加へ
売り上げが右肩下がりを続けていた競輪にとって、特にミッドナイト競輪、モーニング競輪は開始以降、対前年度比で高い伸びを示すほど好調が続いており、救世主とも呼べる存在となった。それらの好調で競輪の売り上げ額は2014年度以降、僅かながらではあるが連続して増収基調が続いており、2017年度も対前年度比で100.9％と4年連続で増加となった。また2018年度も車券売上高は対前年度比102.2%となり、本場発売や場外発売が苦戦する中で売り上げは5年連続増加となった。加えてインターネット投票が追い風となり、2018年度は広島競輪場では10年ぶりに3億円を広島市の一般会計に入れたほか、玉野競輪場でも前年度の2倍となる4億円を玉野市の一般会計に充当した。2019年度も、後述の通り2020年2月末以降は全ての開催が無観客となる中で、年間を通じての売り上げ額は6604億6055万5100円で前年度比101.0%（うち重勝式売上高は29億1393万4600円で、前年度比105.7%）となり、6年連続の増加となった。
ただ、実際はレース単位で見るとビッグレースでも売り上げ額は減少傾向にあり、GIでさえも売り上げ額ワーストを更新することが増えてきている。実際に、2018年度の全国の本場入場者数は250万5,291人で、対前年度比92.4%と減少した。また、1日平均売り上げ額は2億9,007万4,100円（同98.7%）、場外売り上げ額は3,214億6,418万4,700円（同94.2%）、本場売り上げ額は263億3,762万4,800円（同90.4%）であり、通常開催では売り上げの減少が続いていた。グレードレース別で見ても、GIは競輪祭が6日間開催となったため売り上げ額は対前年度比101.4%となったが一日平均では同94.4%と減少であり、GIIの売り上げ額は対前年度比95.7%（一日平均同95.7%）、GIIIも売り上げ額は対前年度比96.3%（一日平均同92.0%）であった。2019年度も、1日平均売り上げ額、本場での1日平均入場者数・売り上げ額、場外売り上げ額はいずれも対前年度比で減少となっており、開催日数を増やすことで売り上げ額を増加させているのであって、楽観視はできない状況が続いていた。
これらを表すように、2019年度は黎明期を除いて70年以上に渡って上回っていた地方競馬（7010億円、前年度比115%）の売り上げを下回り、競輪の苦境を表す象徴的な年となってしまった。同様に、KEIRINグランプリ（52億円、前年比100.2%）の売り上げも、史上初めて東京大賞典（56億円、前年比121%）を下回った。公営競技全体の売り上げに対しても、1965年に55%、2000年度でも18%を占めていたが、2019年度には11%程度まで落ち込んでいる。その一方2019年度の電話投票売り上げ額は3625億8208万8800円と7年連続増加かつ前年度比118.4%と急増し、2765億8612万1700円（前年度比86.0%）であった場外売り上げ額を初めて上回った。また、電話投票利用者数も6428万1066人で、前年度比115.8%と増加傾向となっていた。

### 新型コロナウイルス感染症の拡大による影響とその後

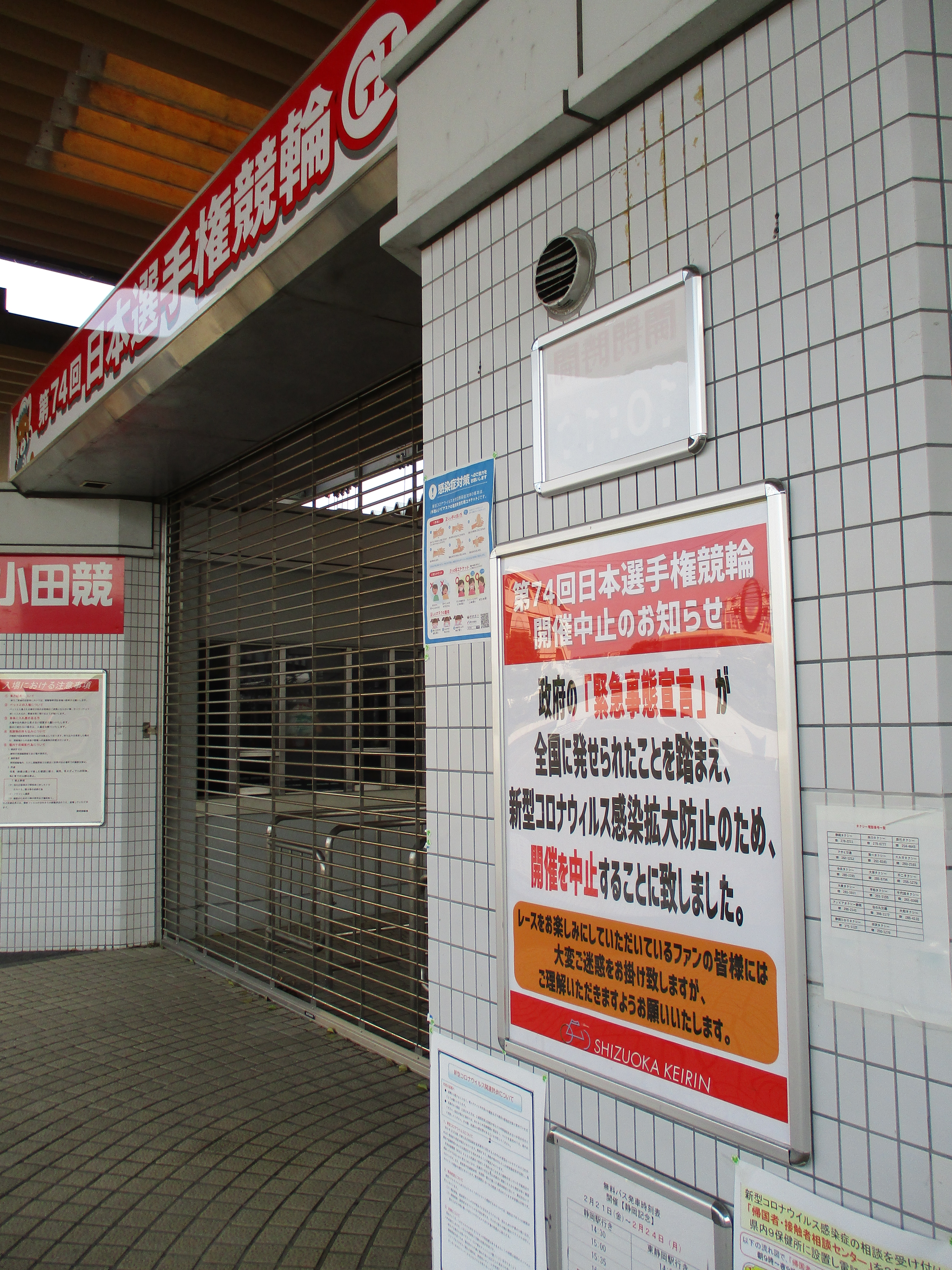
第74回のダービーはCOVID-19による感染拡大の影響で中止された。静岡競輪場にて2020年4月撮影。

2020年、日本国内で新型コロナウイルス感染症が蔓延・拡大したことを受けて、競輪でも感染拡大防止のため2月27日より当面の間、日中・ナイターも含め全てのレースで無観客による開催となった。本場だけでなく競輪場外車券売場も閉鎖され、またファンの多くが高齢者であることから競艇などと比べて車券の売り上げ額が一時的に大きく落ち込み、例えば記念競輪（GIII）としては初の無観客開催となった奈良競輪開設69周年記念「春日賞争覇戦」では、総売り上げ額は17億6353万9100円と、前年度の54億929万8600円に対し32.6%と大幅ダウンした。それ以降も、九州地区から参加した選手の親族に新型コロナウイルス感染症の陽性反応が出たため4月2日からの玉野競輪が公営競技としては初めて新型コロナウイルス感染症による影響で中止となったほか、元選手で競輪評論家である井上茂徳氏の新型コロナウイルス感染発覚と、それを受けて4月8日から開催予定であった名古屋競輪が初日朝に急遽中止を決定するなど、混乱が続いた。
さらに、改正・新型インフルエンザ等対策特別措置法に基づく緊急事態宣言が日本国政府より発令された4月7日以降、記念競輪でも平塚記念、西武園記念の中止が決定したほか、全国的に開催を取り止める競輪場が相次いで出てきており、遂には5月5日から静岡競輪場で行われる予定だったGI・第74回日本選手権競輪も開催中止の断が下された。特に、2020年4月に限れば、S級だけで15%強に当たる130人強があっせんが全て中止となり、中には岩本俊介や松岡健介のように3開催連続して中止にされた選手もいた。約款により、開催初日に急遽中止が決まれば各グレードの総賞金額の30%が参加選手に対し均等に支払われるが、前もって中止となった場合は支払われないため収入が大きく減少しており、選手・関係者に大きな影響が出た。実際に、2020年は取得賞金額が1000万円以上の選手はS級創設以降最小となる590人に留まり、平均取得額も東日本大震災被災地への復興資金捻出のため賞金額を大幅に減額した2011年〜2012年並みの905万円と、大きく減少となった。
- 同じ公営競技でも、競輪の場合は通常時でも競艇や競馬（中央競馬・地方競馬とも）、オートレースよりも参加選手の人数が多い[† 69]上に狭い検車場で多くの人数がごった返すこと、選手宿舎が4人相部屋であることなどから（いわゆる『3密状態』になりやすい）、主催者である各自治体が感染拡大を防止するため中止の判断をしたとみられる[287]。またそれ以外にも、レース中の事故に備えて待機させる医師を確保できず、止む無く開催中止とした競輪場もあった[288]。緊急事態宣言が発令された後は、競艇などでも暫くは競輪同様に多くが無観客で開催された。

特に4月から5月にかけては開催中止が相次いだため、選手側にとってもコンディション維持や収入面で影響が出てきたことから、当面の間競輪開催においてはGI・GIIの特別競輪を除いて参加選手の人数を抑制し、かつあっせんは極力選手の登録地の近くとして移動を抑制することで開催中止を回避しつつ感染拡大を防ぐ取り組みを行うこととなった。また、同年6月以降からは、体制が整った競輪場・専用場外売場から順次、観客の入場を再開。7月以降は暫定的に開設記念やGIなどグレードレースを除いた全てのレースで7車立てとするなど極力密にならないよう配慮した上で開催を継続した。
ただ、7月下旬には選手で初めて感染者が発生し、それ以降も複数名の選手で陽性者が現れたほか、2021年に入っても再度緊急事態宣言が発令されたことで一部の競輪場では無観客開催や場外発売を中止したり、陽性者との濃厚接触者と疑われる選手が参加した競輪場では開催中止ないし途中打ち切りとなるなど、混乱は続いた。
しかしながらこの外出自粛ムードにおける巣ごもり需要から、電話投票、インターネット投票での売り上げが伸びており、緊急事態宣言発令中の2020年5月5日から3日間開催された玉野FIIで施行者の想定を5倍近く上回る16億4千万円を売り上げたほか、ミッドナイト競輪においても、2021年1月23日から25日まで開催された松阪FIIでは総売上額が14億7168万3300円となり、1開催の総売上記録を更新しただけでなく、最終日の25日においては5億7901万4000円の売上があり、ミッドナイト競輪1場・1日あたりの売上記録も更新した。
一時的に混乱が見られた競輪界であったが、2020年はグランプリ・GIは中止となった日本選手権競輪と無観客開催かつ多くの場外発売が中止となった高松宮記念杯競輪を除いて全て売上額は対前年比で上回ったほか、2021年4月1日にJKAが発表した2020年度の車券総売上高は、対前年度比で113.6%となる7499億9019万6400円となり、結果として7年連続増、かつ対前年比で10%以上もの大幅増となった。対前年比で10%以上もの売上高を記録したのは、1990年度以来30年ぶりであった。2021年度も8年連続の増加となっただけでなく、総売上高9631億3007万1000円と2004年度以来17年ぶりとなる9000億円台、かつ対前年度比128.4%と大幅アップ、2022年度も対2021年度比で113.1%となる1兆907億7929万200円（速報値。PIST6の売上高も含む）となり、9年連続増加、そして2002年度以来20年ぶりとなる売上高1兆円を回復した。
このように売上高の増加が続いていることを受けて、2019年10月、2021年4月、2022年4月、2023年4月、2024年4月と段階的に全てのレースで賞金額の増額が行われており、特にKEIRINグランプリでは本賞金のみで1億3000万円となった。
一方で、老朽化による改修のため本場開催休止する所が相次ぎ、京都向日町競輪場に至っては再開まで5年を要する目処となった。

### 相次ぐドーピング違反の発覚
2025年2月20日、JKAはドーピング検査の結果、前年の高松宮記念杯優勝者である北井佑季の体内から禁止薬物を検出したことを受けて、ドーピング違反と認定したことを公表した。GIタイトルホルダーでS級S班、さらに元プロサッカー選手から競輪界トップへとのし上がった北井がドーピング違反をしていたことは、関係者のみならずファンも含めて業界全体に大きな衝撃を与えた。これにより北井は2024年表彰選手から除外された上に、S班の剥奪（1班への降格）、あっせん保留・停止、あっせんしない期間、さらに日本競輪選手会からの参加自粛要請という形での追加制裁を加えて、同年内はレースに出られない状況となった。
さらに翌3月25日、今度はガールズケイリン選手である野口諭実可においてもドーピング違反が発覚。野口は北井と同じく、同年4月1日から向こう3か月間のあっせん停止処分（あっせん保留期間も含めて実質4か月間）となった。
これを受けてJKAは、これまでは任意のレースで行っていたドーピング検査を、GII以上の開催では全て行い、またドーピング違反が発覚した選手に対してはあっせん停止期間をそれまでの最長3か月から最長1年間とすること、複数回の違反に及ぶ悪質な選手に対しては登録消除も含めた厳しい態度で臨むなど、アンチドーピングに鋭意取り組むことを表明した。

## 投票券（車券）
車券購入においてマークシート方式の導入は、1991年9月の京王閣が初だった。

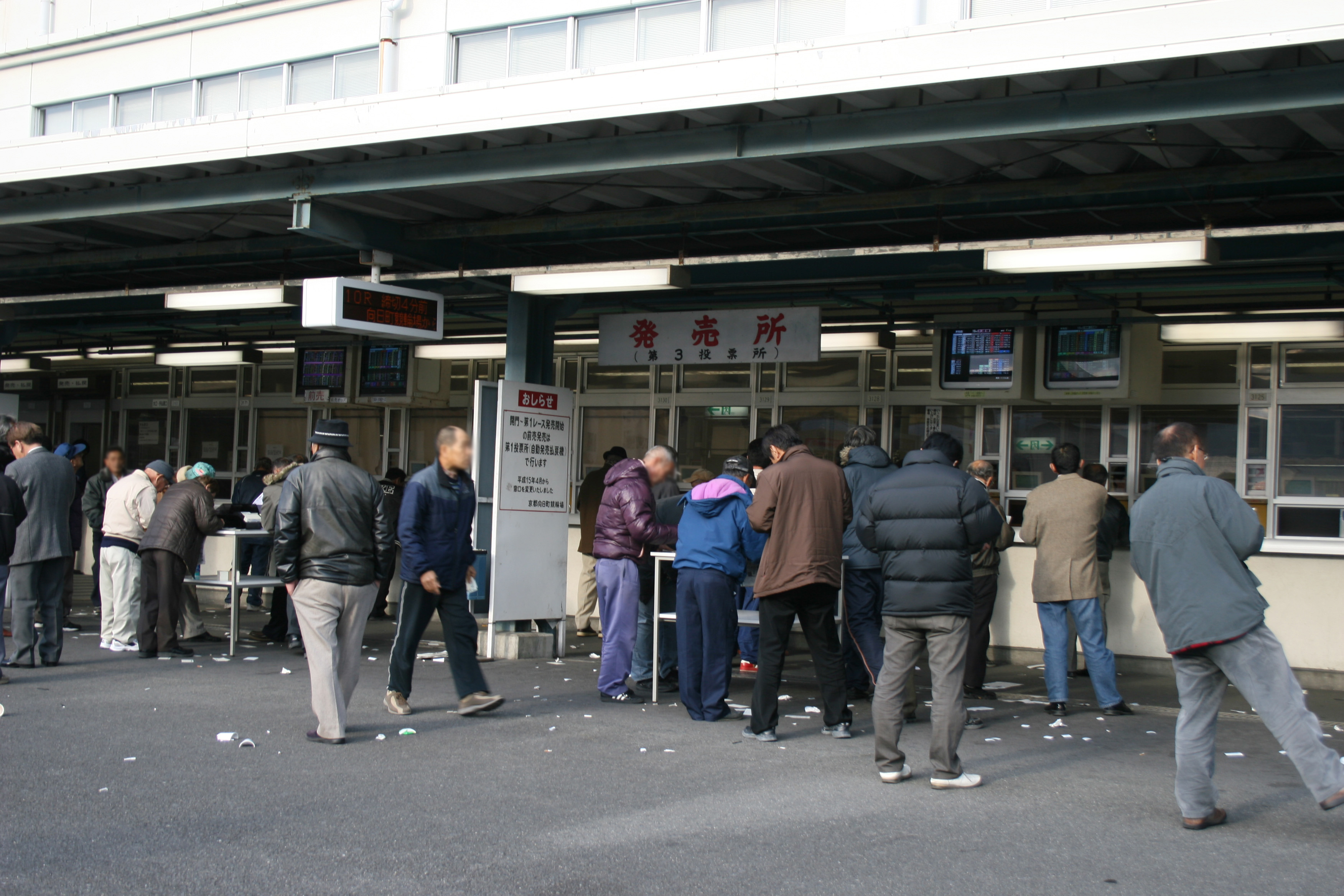
競輪場での車券発売 (京都向日町競輪場)

小倉競輪場での初回開催は単勝式・複勝式のみであったが、ほどなく枠番による連勝式の発売が始まり、それより平成初期までは、連勝式の車券は枠番のもののみが発売されていた。競馬などと異なり当初より現在における2枠単（当時の名称は連勝単式）を発売しており、1日の前半は2枠複、後半は2枠単のみの発売という方式が長らく続いた。
1995年より順次車番連勝式を導入。これも当初は前半レースは現在の名称でいう2枠複＆2車複、後半レースは2枠単＆2車単の発売という方式で、1999年4月より全国一斉に全レース2枠複＆2車単の発売となった。
2001年11月より、3連勝式（3連単・3連複・ワイド）を順次導入。これと同時に2枠単・2車複の発売も再開し、一時は単勝・複勝も合わせた9賭式の発売となったが、2003年までに公営競技で唯一単勝・複勝の発売が廃止され、現在競輪場・サテライト等で通常発売される車券は以下の7賭式となっている。
2008年より重勝式の車券も発売されている。
他の公営競技と同様、20歳未満の車券購入は法律で禁止されている（2007年の法改正により、20歳以上の学生は解禁された）。

### 種類

#### 現在発売中の賭式

##### 通常発売される「7賭式」
- 枠番二連勝複式（2枠複） - 1着と2着の枠番の組み合わせを予想。最大18通り[309]。
- 枠番二連勝単式（2枠単）1着と2着の枠番を着順通りに予想。最大33通り[309]。
- 車番二連勝複式（2車複）1着と2着の車番の組み合わせを予想。最大36通り[310]。
- 車番二連勝単式（2車単）1着と2着の車番を着順通りに予想。最大72通り[311]。
- 車番拡大二連勝複式（ワイド） - 3着以内の車番2つの組み合わせを予想。最大36通り[312]。
- 車番三連勝複式（3連複） - 1着から3着までの車番の組み合わせを予想。最大84通り[312]。
- 車番三連勝単式（3連単） - 1着から3着までの車番を着順通りに予想。最大504通り[313]。

このうち、2枠複・2枠単は、所定の番組で7車立となる競走であるほとんどのFI・FII開催、ガールズケイリン、ミッドナイト競輪（GIIIを含む）では発売を行わない。一方で所定の番組が9車立の開催で欠車が発生し7車立で行われるケースは枠番の車券も発売を行う。

##### 重勝式
重勝式の車券のうちチャリロト・Kドリームス・オッズパークLOTOは、後述の対応民間ポータルサイトにて、それぞれその発売を行う競輪場分のものについて購入可能である。チャリロトはチャリLOTOプラザ、KドリームスはGambooBETターミナル設置の競輪場・サテライトでの現地購入も可能。
Dokanto!は全国の中から1日指定の1場分にて、CTC及び後述の対応民間ポータルサイト、チャリLOTOプラザ、GambooBETターミナルで発売する。
- チャリロト　ランダム式・セレクト式それぞれ発売
- Kドリームス　セレクト式のみ発売
- オッズパークLOTO　ランダム式・セレクト式それぞれ発売
- Dokanto!　ランダム式のみ発売

#### 発売を終了した賭式
単勝式・複勝式については、かつては本場で発売されていたが、元来から売り上げは微々たるものであり、レースによっては「的中者なし（無投票）」で購入金額の30%を控除して購入者全員に払い戻すこと（「特払い」と呼ぶ。30%の控除であるので「特別払戻金」として購入100円に対し70円が支払われた）も多々あった。このため、電話投票でも開始当初から取り扱いをしたことはなく、また規則上上記から重勝式を除く7賭式を発売する場合は発売しなくてもよいとされているため、それらの導入と共に事実上廃止となった。公営競技で単勝式・複勝式を発売しないのは競輪のみである。
ただし現行競輪とは異なる形態である250競走「PIST6」においては単勝式の車券も発売している。

### 高額配当
7賭式導入後に限っては、初めて配当が100万円の大台を突破したのは、2001年12月22日の前橋競輪場の第4レース三連勝単式・154万20円。
全賭式を通じての最高配当は2010年10月21日に平塚競輪場で行われた第6-12競走で発売されたチャリロト（重勝式）で、払戻金は905,987,340円。これは日本の公営競技史上最高配当記録である。
上記の重勝式を除いた最高配当は2006年9月21日に奈良競輪場で行われた第10競走で、三連勝単式の払戻金は4,760,700円。

### 場外発売
場外車券売場が全国に設置されている。ほとんどの場外はサテライト○○の愛称が付けられており、サテライトの中には同じJKA管轄の場外（オートレース○○）、競艇の場外（ボートレースチケットショップ○○）、地方競馬・中央競馬の場外と同居しているところもある。設置数は地域によって偏りがあり、北日本16、関東11、南関東4、中部2、近畿4、中国6、四国8、九州19の計70か所である（2024年4月1日時点）。
場外発売ではGIII以上は場間場外発売を行っているほか、S級シリーズ (FI) や一般戦 (FII) でも地方都市を中心にしてサテライトなどの専用場外で発売する場合もある。1998年11月に開設された東京都港区にあるラ・ピスタ新橋と、2004年10月に開設された神奈川県横浜市中区の『サテライト横浜』、2007年3月に開設された大阪府大阪市中央区の『サテライト大阪』、2012年8月に開設された福岡県福岡市博多区の『サテライト中洲』は原則として有料会員制となっている。
いずれの場外車券売場でもPIST6が行われるTIPSTAR DOME CHIBAの車券は取り扱っていない。
近年でも新規で開設される場外車券売場もあるが、インターネット投票のシェアが極めて高い競輪では不採算・営業不振を理由に廃止・閉鎖される場外も多く、特に三大都市圏である『サテライト名古屋』（有料会員制）も営業不振から2019年に一時的に閉鎖され、のち営業を再開したものの、最終的に2024年3月をもって営業終了、閉鎖された。

### 電話・インターネット投票
電話投票は1985年に開始された。当初は入会した地域のレースのみ購入可能だったが、1991年から各地の記念競輪 (GIII) 以上の競走を対象に全国発売されるようになった。
2002年にインターネット投票が開始された。2022年度においては、総売り上げの78%をインターネット投票で占めている。
このインターネット投票については、全国競輪施行者協議会が運営する競輪公式投票CTCだけでなく、民間事業者によって運営される投票ポータルが複数存在する。いずれのポータルでも、PIST6が行われるTIPSTAR DOME CHIBAを除く全国の競輪場の全競走を購入できる。CTCでの発売締切時刻は発走の3分前、その他民間ポータルサイトでの発売締切時刻は発走の5分前と差が付けられている。
これらの民間ポータルは、まずチャリロト、楽天Kドリームス、オッズパーク、WINTICKETが一次請けとなっており、さらに二次請けとして数社が参入している。これらの民間ポータルの多くでは、それぞれ限定の重勝式車券を発売しているほか、同じくJKA管轄のオートレースの車券を購入できるものもある。
下記の表の重勝式欄のDはDokanto！、Cはチャリロト、KはKドリームス、OはオッズパークLOTOを表す。
| 一次請け        | サービス名称        | 運営会社                                       | 重勝式 | オートレース購入 | 備考                                                                           |
| --------------- | ------------------- | ---------------------------------------------- | ------ | ---------------- | ------------------------------------------------------------------------------ |
| 競輪公式投票CTC | 競輪公式投票CTC     | 全国競輪施行者協議会                           | D      | ×                | Keirin.jpサイトと連携しているため、通称「JP」。 CTCのみ発走3分前まで購入可能。 |
| チャリロト      | チャリロト          | チャリ・ロト（MIXIグループ）                   | D・C   | ○                |                                                                                |
| チャリロト      | TIPSTAR             | MIXI                                           | ×      | ○                | PIST6の車券も購入可能                                                          |
| チャリロト      | みんなの競輪        | JPF                                            | D・C   | ×                |                                                                                |
| チャリロト      | DMM競輪             | DMM.com                                        | D・C   | ×                |                                                                                |
| チャリロト      | LotoPlace           | 日本ベンダーネット                             | D・C   | ○                |                                                                                |
| チャリロト      | AOKEIスタジアム     | スポーツニュース社（青競）                     | D・C   | ○                |                                                                                |
| [ † 71 ]        | eSHINBUN BET        | ビジネス・インフォメーション・テクノロジー     | D・C   | ×                |                                                                                |
| 楽天Kドリームス | 楽天Kドリームス     | 重勝式勝者投票用電子決済投票システム運営協議会 | D・K   | ×                |                                                                                |
| Kドリ           | Gamboo              | 日本トーター                                   | D・K   | ○                |                                                                                |
| Kドリ           | エンジョイ（￥JOY） | 日刊プロスポーツ新聞社（赤競）                 | D・K   | ×                |                                                                                |
| オッズパーク    | オッズパーク        | オッズパーク（ソフトバンクグループ）           | D・O   | ○                | 地方競馬の馬券も購入可能                                                       |
| WINTICKET       | WINTICKET           | WinTicket（サイバーエージェントグループ）      | D      | ○                |                                                                                |

TIPSTAR DOME CHIBAで行われている250競走「PIST6」においては、「TIPSTAR」及び「PIST6公式投票サービス」（JPFが運営・みんなの競輪とは別口座だがID共有は可能）でのみ取り扱っている。

## 広報活動

### 放送媒体での実況中継

#### テレビ

##### 地上波
競輪がテレビ（地上波）で初めて放映されたのは、1963年の第16回全国争覇競輪（一宮競輪場・廃止）で、地元中部日本放送（現：CBCテレビ）が中継を担当し、TBSや朝日放送（現：朝日放送テレビ）（当時はTBSの番組をネットしていた）でもネットされた。ちなみに、カラー放送による最初の中継は、1969年の第14回オールスター競輪（岸和田競輪場）決勝戦である。
1978年の第31回日本選手権競輪（平競輪場）までTBS系列で放送されていたが、同年の第29回高松宮杯競輪（びわこ競輪場・廃止）から東京12チャンネル → テレビ東京系列に中継が移行されている。ただしこの場合、優勝戦以外は地元の独立局が制作していることが多く、その場合は優勝戦もその独立局が協力する形をとっていた。
長らく「KEIRINグランプリ（GP）」やGI決勝戦についてはテレビ東京をキー局としてTXN系列局がネットしてきたが、特にGI決勝戦については2000年から原則日曜日または祝日開催となったことからTXN系列では中継できない競走も生じたため、独立UHF局がある地域ではTXN系列に代わって独立UHF局が中継することが増えていった。GI決勝戦では、一時期古舘伊知郎が実況を担当していたこともある。
2006年から日本テレビが地上波テレビでの生中継を始め、同年の「読売新聞社杯全日本選抜競輪」から開催地の日本テレビ系列が制作協力して全国ネットで生中継している。また、「KEIRINグランプリ」も2008年以降は日本テレビ系列で放送されている。加えて、テレビ朝日も2009年11月～2011年の「競輪祭」を5局ネットで生中継したが、2012年以降は放送されていない。2011年頃を境に、前述のビッグレースにおける独立UHF局の地上波中継は一気に減少した。
2016年以降は、独立局の地上波中継は一部放送局が記念競輪をローカル放送する程度になっている。全国ネットとしては日本テレビ系列かテレビ東京系列にて、KEIRINグランプリやGI決勝戦を、JKAの買い取り枠にて放送される程度となっている。
現在地上波中継される大会は、以下の通りとなっている。
- 日本テレビ系列
  - 読売新聞社杯全日本選抜競輪・日本選手権競輪[† 77]・高松宮記念杯競輪・KEIRINグランプリ

- テレビ東京系列
  - オールスター競輪[† 78]・寬仁親王牌・世界選手権記念トーナメント・朝日新聞社杯競輪祭

上記のほか、以下のテレビ局では競輪を紹介する番組をレギュラー放送していた。
- サンテレビ：「まいど!火曜日はKEIRIN」（2005年4月 - 2010年3月）
  - 毎週火曜日放送。岸和田競輪のレース中継や、競輪全般の話題が主な内容。
- テレビ神奈川：「めざせ!競輪キング」（2009年3月終了）
  - タイトルの変遷はあるが、1978年4月から毎週土曜に競輪番組を放送していた。
- テレビ埼玉：「ももチャリでGO!」（2008年4月 - 2009年3月）
  - テレビ埼玉での放送は終了したが、番組自体は 日本ちゃり党 として残っているといえる。

##### BSデジタル放送・CS放送
CS放送で初めて中継が行われたのは、1992年の高松宮杯競輪で、地元びわ湖放送の中継映像を用いてスポーツ・アイで放送された。また、1993年の和歌山競輪開設43周年記念から開設記念（GIII）の中継も開始された。
「KEIRINグランプリ（GP）」は、1997年から衛星第1テレビジョン → BS1 →NHK BSでも放送している（NHK-BShiも2006年まで放送）。これは収益金の一部がNHK厚生文化事業団に寄贈され、また優勝者に対してNHKから寄贈トロフィーが贈られるためである。
上記のほか、2008年の「ふるさとダービー弥彦」と2021年の「第31回寬仁親王牌・世界選手権記念トーナメント」初日は、BS11デジタル → BS11でも放送した。
2013年4月28日からはBS日テレにて「KEIRIN LIVE〜夢見マクリ!S級新聞社」（2015年度のみ「S級探偵団」として放送）のタイトルで特別競輪の準決勝・決勝戦を生中継したが、2016年4月9日から「パンサーの競輪、はじめました。」の放送を開始したため、同年3月13日をもって放送を終了した。番組が終了した以降も、2019年のオッズパーク杯ガールズグランプリまでの同局の競輪中継はこの番組をベースにして放送されていた。
2016年度以降はGI決勝戦を地上波で中継しない場合のBS日テレかテレビ東京系列で中継する場合のBSテレ東が同時放送する時のみ中継しているが、同年度からは2021年度までのヤンググランプリはBS中継が取りやめとなっていた。
2019年はサマーナイトフェスティバルとオッズパーク杯ガールズグランプリ以外はプロ野球中継を優先した関係の影響で放送されずに、2020年以降は2022年以降のヤンググランプリとガールズグランプリと2023年に新設されたガールズケイリンのGIパールカップと2025年にGIに格上げされた女子オールスター競輪の決勝戦しか放送されていない（2018年度までは、BS日テレが放送出来ない場合でも他局で放送される場合があった）。放送を部分的に再開して以降は、『坂上忍の勝たせてあげたいTV」ベースの放送となっている。
BS放送であるBSよしもとでは、開局初日の2022年3月21日から2025年6月30日までの毎週月曜から金曜日の22:00 - 23:00で「競輪LIVE!チャリロトよしもと」を放送していた。当日に開催されたミッドナイトの中継を行っていた。同局では、同年より他局で放送されないGIIの決勝戦も特番として中継する場合があった。
CSであるスカパー!の「SPEEDチャンネル」では、7チャンネル体制で一般戦も含め各地の競輪を完全中継している。また、かつて西宮競輪や甲子園競輪では、無料放送であるベターライフチャンネルにて完全中継を行っていた。
かつて日本で展開していたディレクTVでは「南関ケイリンチャンネル」「関東ケイリンチャンネル」などが存在した。

##### 競輪中継番組の主な出演者
元選手（主に解説者として出演）
- 阿部道
- 荒木実
- 有坂直樹
- 石川浩史
- 市田佳寿浩
- 伊藤勝也
- 伊藤公人
- 伊藤豊明
- 稲村成浩
- 井上薫 (42期)
- 井上茂徳
- 宇佐見健二
- 内林久徳

- 岡本新吾
- 緒方浩一
- 恩田繁雄
- 加藤慎平
- 金川光浩
- 菊池仁志
- 北村和久
- 工藤元司郎
- 久保千代志
- 小池和博
- 後閑信一
- 小橋正義
- 小林正治

- 木庭賢也
- 坂本勉
- 佐々木昭彦
- 鈴木誠
- 高谷俊英
- 野原哲也
- 西谷康彦
- 藤谷昇
- 藤巻昇
- 中野浩一
- 中野龍浩
- 野本順三
- 馬場圭一

- 林雄一
- 平尾昌也
- 平田崇昭
- 本田晴美
- 松村信定
- 村上義弘
- 山口健治
- 山口幸二
- 山田裕仁
- 吉井秀仁
- 吉岡稔真

- 過去には白鳥伸雄、鈴木保巳、早川清一、福島正幸、浜崎幸信、尾池孝介、永倉通夫、小門洋一、松本州平など。
- また、日本テレビ系のKEIRINグランプリ中継では、当時現役選手の加藤慎平、現役選手の佐藤慎太郎が解説を行ったことがある。

タレント等（番組の司会やゲストとして出演することもある）
- ブラックマヨネーズ - 読売新聞社杯全日本選抜競輪決勝戦・KEIRINグランプリ中継（「ブラマヨ自転車部」のタイトルで放送、2011年8月7日‐2014年2月11日）。
- 坂上忍 - 同上（「坂上忍の勝たせてあげたいTV」のタイトルで放送、2014年6月15日 - ）。
  - 武井壮（「坂上忍の勝たせてあげたいTV」レポーター。武井大介のいとこ。2014年6月15日 -）
  - 菊地亜美 （「坂上忍の勝たせてあげたいTV」レポーター 2014年6月15日 -2017年）
  - 桂三度（「坂上忍の勝たせてあげたいTV」、 自転車の神様 2014年6月15日‐2017年）
- パンサー（パンサーの「競輪、はじめました。」、2016年4月-2018年3月）
  - 岡井千聖（パンサーの「競輪、はじめました。」seasonII途中2017年7月から2019年3月まで出演）
- 伊藤克信（弥彦競輪解説者）
- 競輪小僧（大垣競輪解説者）
- 武豊 - KEIRINグランプリ中継で毎年ゲストとして招かれている。
- 過去には嵐山光三郎、三升家勝二、芹沢博文、寺内大吉、中村敦夫、橋本忍、南方英二、鎗田直美、山田美保子、友川かずき、馳星周など。

新聞記者などマスコミ関係者
- 武田圭二（コンドル出版社専務取締役。小倉競輪中継解説者）
- 楠瀬淳二（競輪実況フリーアナウンサー。高知ミッドナイト競輪中継でのみ、実況に加え解説も行っていた）
- 中林凌治（スポーツニッポン記者。北日本、関東、南関東地区で開催される、グレードレース開催中継の概ね初日に出演）
- 町田洋一（前橋競輪マスコミ研究会メンバー。前橋競輪中継解説者）
- 村田裕（神奈川新聞記者。レースレポート（テレビ神奈川）解説者）
- 過去には井上和巳、児島一彌など。

リポーター・インタビュアー・司会
- 赤澤佳美
- 池田牧人
- 江藤みき
- 大津尚之
- 木村雅子
- 工藤わこ
- 小林亜里沙
- 相良舞
- 佐藤さやか
- さとうゆみ
- 鈴木桜花
- 武田あかり
- 谷友梨子
- 津田三七子

- 寺門夏織
- 中田まみ
- 二宮歩美
- 橋本悠督
- 畑野直子
- 服部佳代子
- 藤元リサ
- 星野めぐみ
- 簑島綾乃
- 宮田めぐみ
- 宮野亜恵美
- 村上由美
- 森松さやか
- 山口みのり
- 山本浩司

- 過去には岡村美鈴、したらじゅん子、高橋しげみなど。

#### ラジオ
初めてのラジオ中継は、1952年にNHK大阪放送局が行った、甲子園競輪場からの実況中継。当時、審判塔の上に放送席を設けて中継を行った。これが好評で、その後は全国各地で中継が行われるようになった。
ラジオではKEIRINグランプリやGIの決勝戦といったビッグレースを中心に放送されており、一部は全国ネットしている。番組はRFラジオ日本が制作することが多いが、2009年まではTBSラジオも制作していた（番組タイトルは「エキサイトKEIRIN」）。ただ、全国ネットでのラジオ中継については、中波放送では2019年のKEIRINグランプリ2019シリーズの中継を最後に途絶えている一方、短波放送においては、ラジオNIKKEI第2放送にて2022年のKEIRINグランプリ2022シリーズにおける2日目のガールズグランプリと最終日のKEIRINグランプリにて久々に中継が行われ、2023年以降も同様に中継が行われている。
地方局では、和歌山県を放送地域とする和歌山放送が、例年1月上旬に開催される和歌山競輪開設記念（GIII）「和歌山グランプリ」3日目・最終日に中継を実施している。ほかにも、2023年8月に同場で行われたGIII「大阪・関西万博協賛競輪」では、3日目準決勝のうち第11レース・第12レースと最終日決勝戦を中継した。

##### 実況

###### RFラジオ日本
- 内藤博之
- 中川建治
- 細渕武揚

過去には 佐藤一司、 樋口忠正（現在はフリー）など

###### TBSラジオ
- 清原正博
- 清水大輔

##### 競輪情報番組
- 中野浩一のフリートーク（TBSラジオ）
- パンサー向井のチャリで30分（ニッポン放送）
- スカロケ競輪部（Skyrocket Company内包）（TOKYO FM）
- ミープロケイリン倶楽部（中国放送）※終了

### ネット配信
競輪主催者が直接手掛けるネット配信サービスとしては、2010年に開設された「KEIRIN.JPストリーム」がある。当初は単独サービスとして開設されたが、2017年4月に競輪公式サイト（KEIRIN.JP）がリニューアルされたのに伴い、公式サイトのサービスの一部として統合された。現在、公式サイトではSPEEDチャンネルに向けた制作の番組がライブ視聴できる。ただし、PIST6はこのサービスの対象外である。
また、全ての競輪場はYouTubeで独自の公式チャンネルを開設している。放送内容はCS向けのものをそのまま流す場合と、配信向けに別製作される番組のみが流れる場合（松戸、平塚、静岡、和歌山、高知、防府など）、または1場で2つのチャンネルを使い、CS向けと別製作の2つの番組を配信している競輪場もある（青森・大宮・西武園・京王閣・川崎など）。
Kドリームスでは、2018年の第72回日本選手権競輪より中野浩一・後閑信一の2人をパーソナリティとした独自番組として「本気の競輪TV」を制作しており、主にGP・G1レースの際にYouTube Liveにて生配信される。
2019年4月より、サイバーエージェントが子会社のWINTICKETを通じて車券のインターネット投票に参入したことに伴い、AbemaTV内に「競輪チャンネル」が開設された。原則としてWINTICKETの取り扱いのある競輪場の競走を生配信するほか、ミッドナイト競輪については独自の中継番組として「WINTICKET ミッドナイト競輪」を配信している。同年のKEIRINグランプリ2019以降は、グレードレースが行われる日には特番として独自で放送する事もある。実況映像については、原則として各競輪場が制作しているものをレース部分のみ使用している。
2020年6月よりサービスを開始したTIPSTARでは、多くの場ではCS向けの番組を視聴できるが、岐阜・久留米・熊本では場内のオッズ表示画面が配信されている。以前は、各日数場においてはアプリ内のみで視聴できる予想番組を制作していた。
チャリロトもレース解説の番組を製作しており、グレードレース以上と一部のミッドナイトを解説・配信する加藤慎平の「ぺーちゃんねる」や一部を除き現地の競輪場から配信する「チャリチャン」が配信されている。以前はほかにも配信を行っていたが、2025年7月以降はこの二つのみに縮小された。
2021年12月28日に行われた第10回オッズパーク杯ガールズグランプリでは、定額制動画配信サービスのスポーツ・チャンネル「DAZN」でも初めて中継・配信が行われた（DAZNでの競輪中継自体が今回初となる）。以降は関係していなかったが、2025年に「- KEIRIN TIME - 知られざる競輪アスリートの世界」という動画をアップした。

### 競輪の歴代イメージキャラクター
主にテレビCMに出演。他に、現役競輪選手をその年度のテレビCMに起用するなどの例もあった。2019年以降は起用していない。
2014年度の中村と2015年度の柳は、当年度のGI・GIIの表彰式プレゼンターをほぼ全て務めた（寬仁親王牌のみ「ローズカップ」を担当した）。
- 中村あずさ（1993 - 1996）
- 水野真紀
- 古舘伊知郎（1997 - 2000）
- 小池栄子・キャイ〜ン（2004 - 2005）
- 永瀬正敏・田中圭（2010）
- オダギリジョー・長澤まさみ・大森南朋（2011 - 2012）
- 長澤まさみ（2013）
  - 2013年度は白鵬翔・野村忠宏・高橋尚子・太田雄貴らがスポット出演
- 中村アン（2014）
- 柳ゆり菜（2015）[328]
- ピース・川栄李奈（2016）[329]
- オードリー・内田理央（2017）[330]
- オードリー（2018）

### キャンペーンガール
競輪場によっては、広報活動のためのキャンペーンガールが存在するところもある。主な活動としては、重賞競走などでラウンドガールや、優勝選手への花束贈呈などの表彰式の演出を行ったり、イベントなどで競輪ファンと交流をしたりすることなどがある。中には自転車競技の魅力を伝えるために、彼女らによる競輪や自転車競技の模擬レースが行われることもある。
- 競輪の主なキャンペーンガール
  - スピーチーズ（SPEEDチャンネル）
  - すぴRitz（弥彦競輪場） - 男女問わず選手育成を目標とした「CLUB SPIRITS」へ移行
  - LOVE9（松戸競輪場）
  - サンサンガールズ（小田原競輪場）
  - chao（静岡競輪場）
  - Kギャル（広島競輪場）
  - スペースエンジェルズ（小倉競輪場 旧・SUN FLOWERS[331]）[332]

## 競輪をテーマにした作品

### 漫画・アニメ
- 蒼きパンサー（木村えいじ）[333]
  - 鉄の足（木村えいじ）[334] - 「蒼きパンサー」の続編
- アオバ自転車店（宮尾岳） - 番外編「ケイリンチャレンジ編」が該当
- Odds -オッズ-（石渡治）
  - Odds -オッズ-
  - Odds plus 1
  - Odds GP!
  - Odds "VERSUS!"
- 風の祭（鎌田洋次）
- かましたらんかい!!（幸野武）
- ギャンブルレーサー（田中誠）
  - ギャンブルレーサー
  - 二輪乃書ギャンブルレーサー
  - ギャンブルレーサー第二の人生　セカンドレーサー
- 銀輪ジャガー、銀輪魂（原作・史村翔、画・左近士諒）
- 九人の車輪（やまさき拓味） - ビジネスジャンプで連載
- 競輪王ゼロ（山本康人）　- 週刊漫画ゴラクで連載
- ケイリン野郎（くさか里樹） - 女性漫画誌Judyで連載
  - ケイリン野郎 周と和美のラブストーリー
  - ケイリン野郎GP
- 打鐘（ジャン）（山本康人）
- 打鐘（ジャン）からはじまる（久寿川なるお） - 主人公は女子選手（作中では、同一レースで男女が混合して出走）
- 閃光ライド（スズキイッセイ） - ガールズケイリンが題材
- にっぽん自転車王（山松ゆうきち）
- 抜け抜けアッちゃん（幸野武史）
- ひとりぼっちのリン（原作・阿月田伸也、画・池上遼一）
- 本命は俺じゃない（原作・北鏡太、画・とんぼはうす）
- もがきの政（ほんまりう）
- MOGAKU（グミマル）
- もがけ!100万馬力 怪物・滝澤正光（画・近藤良秋、作・青柳俊）
- やけに重たい輪行袋（鎌田洋次）
- リンカイ! - 架空の女子競輪「RINKAI LEAGUE」が題材
- 輪道 -RINDO-（画・井ノ内貴之、原案・乗峯栄一）

### 小説
- あねチャリ（川西蘭）
  - スパート!（「あねチャリ」の改題・改訂）
- グランプリ（高千穂遙）
- ケイリン探偵ゆらち 女流漫画家殺人事件（高千穂遙）
- 新人王（清水一行）
- バンクに吼えろ（吉野耕平）
- 欲望の広場（竹森一男）
  - 映画『女競輪王』の原作。旧女子競輪が題材

### ドラマ
- 祭ばやしが聞こえる（主演：萩原健一） - 1977年から1978年まで日本テレビ系列で放映されたドラマ。主人公はケガからの復帰を目指す競輪選手
- ご存知!サウナの玉三郎!!（主演：小林稔侍） - 1996年から1997年にかけて月曜ドラマスペシャル枠で放映、全2作。全国を転戦するサウナ大好きの競輪選手が、その遠征先で起こった殺人事件の犯人を推理・解決するというサスペンスドラマ
- いねむり先生（主演：藤原竜也） - 2013年にテレビ朝日系で放送された単発ドラマ
- ガチ★星（主演：安部賢一）　- 2016年にテレビ西日本で放送された連続ローカルドラマ。競輪発祥の地、小倉が舞台。2018年にドラマを再構成した映画が公開された
- 孤独のグルメ特別編「それぞれの孤独のグルメ」（出演：福山翔大、渋川清彦） - 2024年にテレビ東京系列で放送されたドラマ。「特別編」はオムニバス形式で、第8話にて福山と渋川が演じる競輪選手がレース後に特大豚カツを食べる[335]

### 映画
- シミキンの無敵競輪王 - 1950年、東宝。主演：清水金一
- 女競輪王 - 1956年、新東宝。主演：前田通子
- 競輪上人随聞記 - 1963年、日活。主演：小沢昭一
- 青春PARTII - 1979年、ATG。主演：南条弘二
- 永遠の1/2 - 1987年、ディレクターズ・カンパニー（配給：東宝）。主演：時任三郎

### 楽曲
- くるくるサイクル －競輪音頭－ - 宇都美清・榎本美佐江 VICTOR PR-1048
- 競輪行進曲 - 西村正美・生田恵子 VICTOR PR-1048
- 明朗競輪の歌[† 88][336] - 灰田勝彦・久慈あさみ VICTOR PR-1126
- 行進曲「競輪」 - 日本ビクター管弦楽団 VICTOR PR-1126
- 三本ローラーの詩 - やまもと伯夫 キングレコード KIDD-1122
- 夢のラップもういっちょう - 友川カズキ
- 我武者羅狂想曲 - 豊満乃風[337]
- 気分はOK! - 桜井秀俊（真心ブラザーズ）※非売品
- 自転車なんだよ 人生は - 東京プリン
- 祈り - ヒグチアイ
- スピード - GRe4N BOYZ

## 全国競輪施行者協議会
全国の競輪施行者（43団体）を会員とする団体。略称・全輪協。2024年6月現在の会長は大野元裕（埼玉県知事）。